# Třinec
Třinec (v místním nářečí a polsky Trzyniec; německy Trzynietz) je statutární město v okrese Frýdek-Místek v Moravskoslezském kraji, 32 km jihovýchodně od Ostravy. Třinec je jednou z přirozených metropolí Těšínského Slezska. Žije zde přibližně 34 tisíc obyvatel, aglomerace zahrnující i obce Vendryně, Bystřice, Ropice, Vělopolí, Smilovice a další pak okolo 60 tisíc obyvatel. Město má rozlohu 8 541 ha, centrum je v nadmořské výšce 306 m n. m., nejvyšší bod dosahuje 1045 m n. m. (vrchol Ostrého). Třincem protéká z jihu na sever říčka Tyrka a řeka Olše, která od svého výtoku z města tvoří hranici s Polskem. Po Jablunkově je Třinec druhým nejvýchodnějším městem  Česka.

## Název
Na počátku vývoje bylo (písemně nedoložené) jméno Trstnec odvozené od obecného trest – „rákos“ (od odvozeniny trstina pochází moderní třtina), respektive z přídavného jména trstný – „rákosový“. Místní jméno tedy zprvu označovalo potok tekoucí rákosovým porostem a posléze bylo přeneseno na osadu u něj založenou. Z nepřímých pádů (např. genitivu Trstencě) vznikl nový tvar Trstenec, který se hláskově zjednodušil v Třenec, což je v prvních dokladech z 15. století. Podoba Třinec je nářeční (Třenec bylo používáno ještě v 19. století).

## Historie

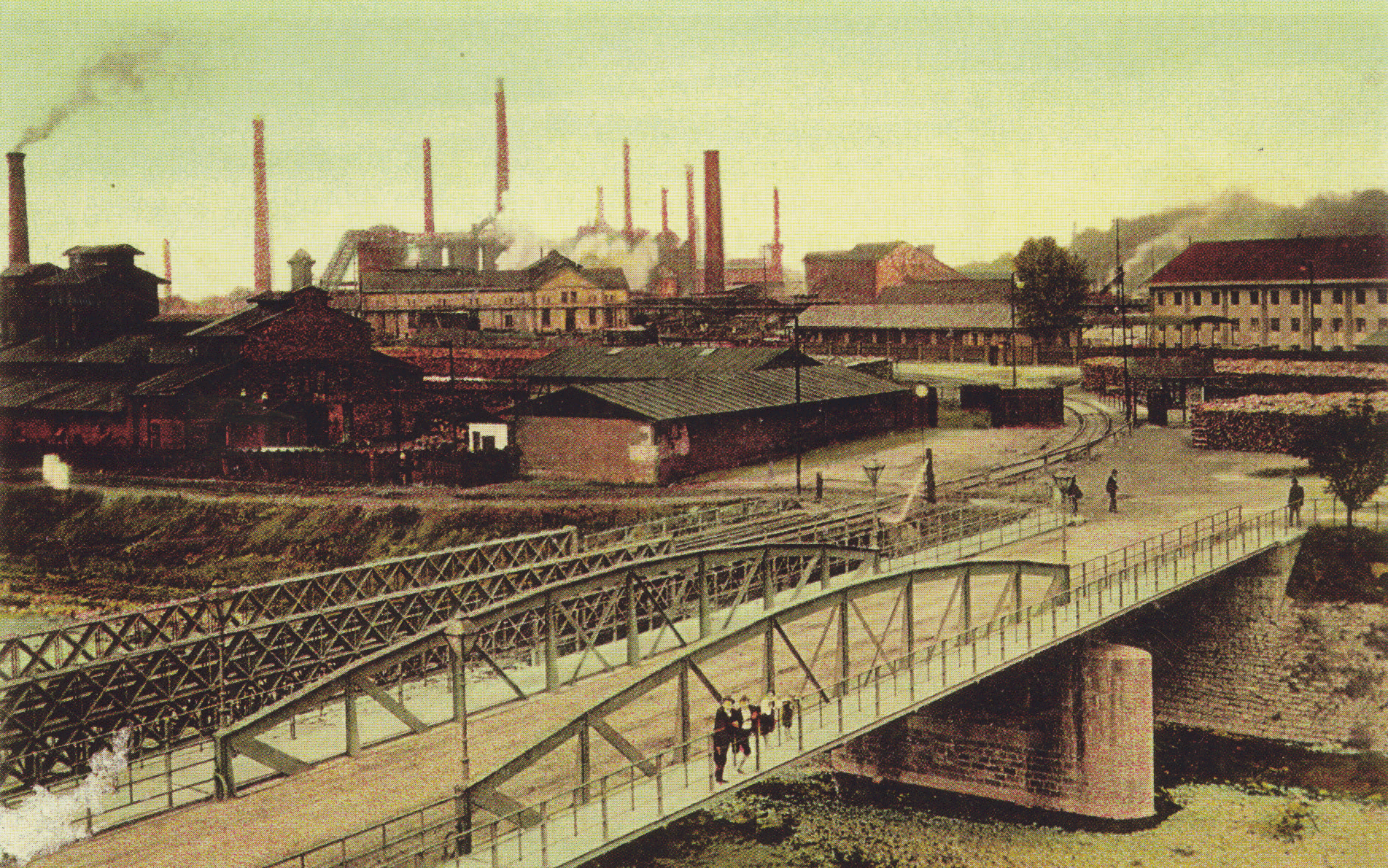
Železárny Třinec v roce 1910

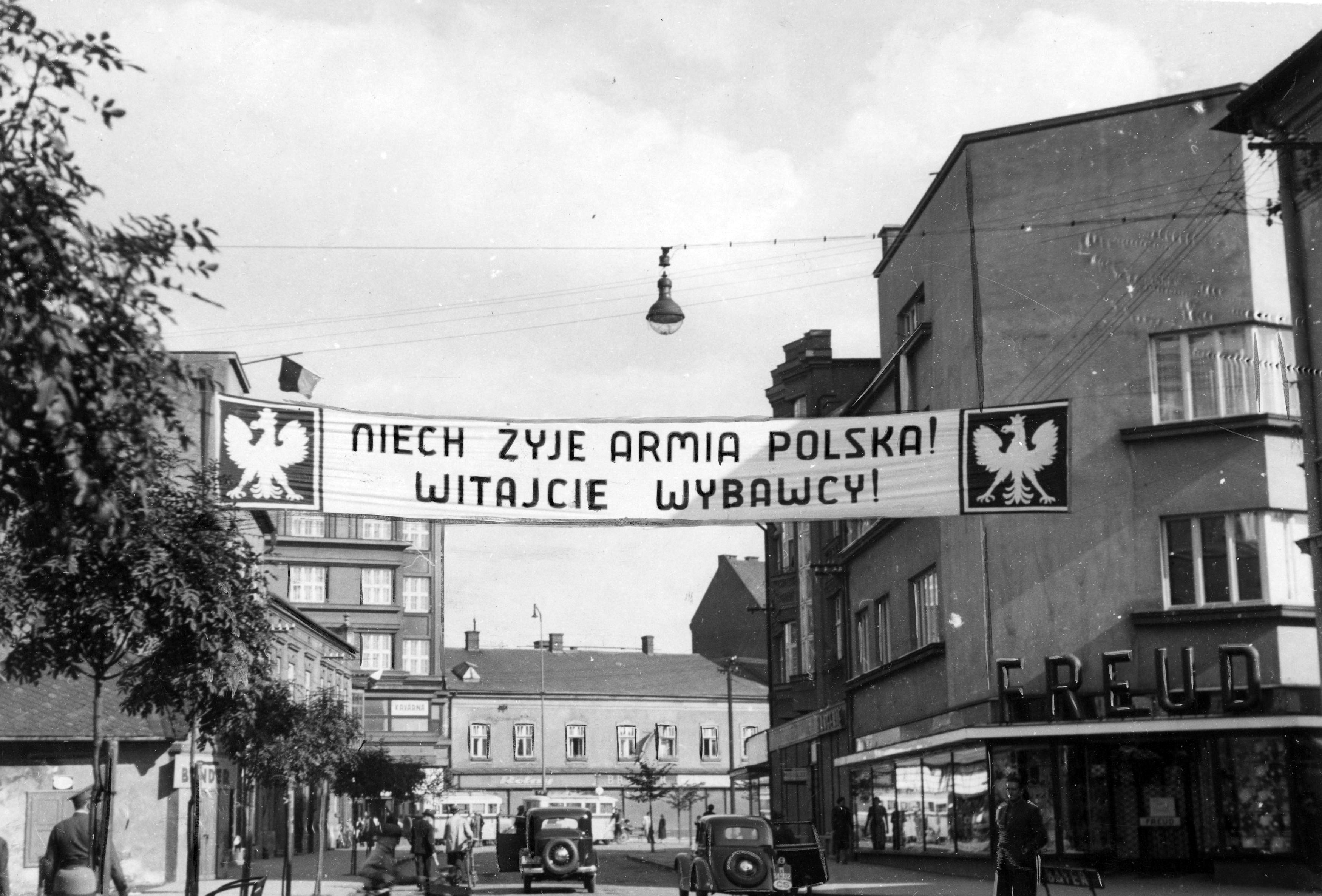
Transparent vítající polskou armádu na dnešní ulici 1. máje, říjen 1938

Obec Třinec byla založena ve 14. století, první písemná zmínka o ní pochází z roku 1461. V roce 1799 koupil Třinec těšínský vévoda Albert Kazimír Sasko-Těšínský. V roce 1839 zde byly otevřeny železárny. Koncem 19. století po likvidaci hutě v Ustroni a přemístění některých provozů do Třince se huť stala největší v rakouské monarchii. Důvody pro umístění hutě byly místní ložiska železné rudy a hojnost lesů pro výrobu dřevěného uhlí. V té době měla vesnice přes 300 obyvatel, ale nebyla zde škola ani kostel.

### Československo-polské spory o Třinec
Třinec (spolu s celým Těšínskem) byl v první polovině dvacátého století předmětem sporu mezi Československem a Polskem. Poprvé v letech 1918 až 1920, kdy byl po první světové válce nejprve včleněn do prozatímní polské části Těšínska, aby byl krátce poté v Sedmidenní válce (ve které československé jednotky vedl Josef Šnejdárek) obsazen Československem. V roce 1920 byl rozhodnutím arbitráže ve Spa přiřčen Československu. Dne 11. 12. 1930 dekretem vlády Československé republiky byl Třinec povýšen na město. Podruhé byl Třinec Polskem obsazen těsně před vypuknutím druhé světové války (po Mnichovské dohodě), po porážce Polska se stal součástí nacistického Německa. Zpět k Československu byl Třinec připojen po skončení druhé světové války. Polsko se svého nároku na Třinec vzdalo v roce 1958.

### Historie v datech
- V roce 1839 byla založena třinecká huť.
- V roce 1851 byla založena škola s jednotřídkou pro děti pracovníků hutě – budova školy byla postupně rozšiřována a dnes je sídlem základní a mateřské školy s polským vyučovacím jazykem.
- Vlakové nádraží bylo postaveno v letech 1869 až 1871, přestavba zahájena v roce 1952, dokončena byla ke dni 3. 3. 1958.
- Podle sčítání lidu z roku 1880 bylo v Třinci, tehdejší vesnici v rakouském Slezsku, 109 domů obývaných 1792 obyvateli, mezi nimiž byli: Češi – 259, Poláci – 829, Němci – 524, Židé – 248 [7].
- Dne 24. 10. 1882 byl položen základní kámen římsko-katolického kostela sv. Alberta a 27. 9. 1885 byl kostel vysvěcen.
- Evangelický kostel byl vysvěcen 9. 7. 1899.
- V roce 1921 byl založen fotbalový klub, dnes FK Třinec.
- Budova české základní školy Petra Bezruče byla postavena v roce 1924.
- V roce 1929 zde byl založen hokejový klub, dnes HC Oceláři Třinec.[8]
- 3. 2. 1936 zřízena závodní škola Třineckých železáren (dnes Střední odborná škola Třineckých železáren, jež se nachází v městské části Kanada).
- Třinec byl osvobozen od fašismu 3. 5. 1945.[9]
- V roce 1954 byla zahájena stavba nemocnice v městské části Dolní Líštná (Sosna), otevření prvních pavilónů se uskutečnilo v roce 1958, činnost samostatné Nemocnice Třinec byla zahájena v roce 1962.
- V roce 1955 byla slavnostně otevřena Hvězdárna Mikuláše Koperníka.
- V roce 1957 byla uvedena do provozu lanová dráha na vrch Javorový.
- 1. 8. 1960 bylo uvedeno do provozu letní koupaliště na Lesní ulici.
- Stavba Domu služeb (dnes MOND) v městské části Lyžbice (Terasa) probíhala v letech 1964 až 1966.
- Začátek výstavby zimního stadionu 1964, do provozu byl dán 17. 2. 1967 (nekrytý); rok 1974 začátek zastřešení, ukončeno 31. 12. 1976.
- Stavba kulturního domu začala v roce 1966 a slavnostní otevření se konalo v roce 1970.
- 25. 2. 1968 promítání prvního filmu v kině Kosmos.
- Dne 12. 9. 1969 bylo při příležitosti 130. výročí založení třinecké huti otevřeno Podnikové muzeum Třineckých železáren (dnes Muzeum Třineckých železáren a města Třince) jako první hutnické muzeum v republice.
- V roce 1985 otevření nové polikliniky (Nemocnice Podlesí) v městské části Konská.
- V roce 1995 postoupil klub HC Oceláři Třinec do Extraligy ledního hokeje.
- V červenci 2001 byla ve spolupráci s Třineckými železárnami dokončena průmyslová zóna Baliny, která poskytla zázemí mnoha firmám (Vesuvius Solar Crucible, Kern, BZN, JAP Trading, DONGWON CZ aj.), chráněné dílně Ergon a společnosti Silesmont. Tyto firmy a společnosti vytvářejí nová pracovní místa a podílejí se významným způsobem na snižování nezaměstnanosti ve městě i v regionu.[10]
- V roce 2011 byl založen florbalový klub, dnes FBC Intevo Třinec.
- 12. 4. 2011 – klub HC Oceláři Třinec získal historický první titul mistra České republiky v Extralize ledního hokeje.
- 10. 10. 2012 – začátek výstavby nové víceúčelové haly Werk arény (video – den otevřených dveří[11])
- 20. 6. 2013 – historicky první vlak zastavil na nově vybudované železniční zastávce Třinec centrum.[12]
- 18. 11. 2013 byl v centru města slavnostně zprovozněn podjezd pod železniční tratí s názvem Via Lyžbice.[13]
- 2013 zahájení přestavby sportovního komplexu STaRS Třinec.
- V roce 2014 byl založen klub amerického fotbalu Třinec Sharks.
- 31. 7. 2014 byla uvedená do provozu Werk Arena, zároveň zde sehráli první zápas HC Oceláři Třinec 31. července 2014 od 17 hodin proti libereckým Bílým Tygrům v rámci přípravy na novou extraligovou sezonu. Zápas Oceláři vyhráli v poměru 6:2 a první branku na tomto stadionu vstřelil v čase 3:07 třinecký útočník Martin Adamský. [14]
- 2014 dokončení přestavby sportovního komplexu STaRS Třinec.
- 27. 5. 2016 byl ve městě v železniční stanici Třinec zprovozněn nový přestupní terminál.[15]
- V roce 2017 v noci z 1. na 2. srpna 2017 vyhořel kostel Božího Těla do základů při úmyslně založeném požáru.[16]
- 31. 8. 2018 se Třinec stal statutárním městem.
- 28. 4. 2019 klub HC Oceláři Třinec získal historický 2. titul mistra České republiky v Extralize ledního hokeje.
- 26. 12. 2019 – 5. 1.2020 Třinec a Ostrava hostily hokejový turnaj Mistrovství Světa Juniorů U20.
- 26. 4. 2021 klub HC Oceláři Třinec získal historický 3. titul mistra České republiky v Extralize ledního hokeje.
- 28. 4. 2022 klub HC Oceláři Třinec získal historický 4. titul mistra České republiky v Extralize ledního hokeje.
- 28. 4. 2023 klub HC Oceláři Třinec získal historický 5. titul mistra České republiky v Extralize ledního hokeje.
- 29. 4. 2023 klub FBC Intevo Třinec poprvé v historii postoupil do ženské florbalové Extraligy.
- 28. 4. 2024 klub HC Oceláři Třinec získal historický 6. titul mistra České republiky v Extralize ledního hokeje.

## Obyvatelstvo
V roce 1939 mělo město 5086 obyvatel; k slezské národnosti se tehdy přihlásilo 2543 (50 %), k německé 1190 (23,4 %), k polské 1134 (22,3 %), k české jen 195 obyvatel (necelá 4 %). V roce 2001 se k polské národnosti hlásilo 17,7 % obyvatel města.
Počet obyvatel je uváděn podle výsledků sčítání lidu za Třinec včetně těch místních částí, které k němu v dané době patřily.
| 1869 | 1880  | 1890  | 1900  | 1910  | 1921  | 1930  | 1950   | 1961   | 1970   | 1980   | 1991   | 2001   | 2011   | 2021   |
| ---- | ----- | ----- | ----- | ----- | ----- | ----- | ------ | ------ | ------ | ------ | ------ | ------ | ------ | ------ |
| 642  | 1 792 | 2 291 | 3 214 | 3 849 | 5 995 | 6 128 | 15 619 | 21 946 | 30 172 | 44 739 | 45 210 | 38 953 | 36 263 | 33 782 |

Věková struktura obyvatel obce Třinec roku 2011
Rodinný stav obyvatel obce Třinec roku 2011
Vzdělání obyvatel obce Třinec roku 2011

## Náboženství
Třinec patří k nejreligióznějším městům ČR, neboť při sčítání lidu v roce 2001 se v něm k nějakému náboženství přihlásilo 60,5 % obyvatel. Náboženská skladba věřících je velmi pestrá – kromě římských katolíků má ve městě své sbory řada dalších církví a od roku 2020 zde vyvíjí činnost komunita noachidů. Obvod města Třince tvoří jeden ze seniorátů Slezské církve evangelické augsburského vyznání, která má ve městě čtyři sbory. Jsou zde zastoupeny i jiné církve, nikoliv svými chrámy, ale svými sbory.

## Okolí Třince
V okolí Třince se nacházejí Moravskoslezské Beskydy a směrem na východ nižší Slezské Beskydy. Tato dvě karpatská pohoří jsou od sebe navzájem oddělena Jablunkovskou brázdou, jejíž osu tvoří řeka Olše, která Třincem protéká. Sousedními obcemi sídla jsou Košařiska, Vendryně, Smilovice, Řeka, Ropice, Morávka, Český Těšín a Gmina Holešov.
Třinec je také východiskem turistických tras na okolní vrcholy Javorový, Ostrý a Velká Čantoryje.

## Vybrané charakteristiky
- Průmysl: Ve městě sídlí významný český výrobce ocelových válcovaných výrobků, Třinecké železárny, potravinářský, betonářský
- Výzkum: Centrum pro zkoumání cirkulární ekonomiky CirkArena
- Administrativa: obec s rozšířenou působností, obec s pověřeným obecním úřadem
- Vybavenost: mateřská a devítiletá základní škola se školní jídelnou a družinou, obchody s potravinami (Tesco, Kaufland, Lidl, Albert, Penny, Hruška), pošta, knihovna, kostel, kadeřnictví, kulturní dům, restaurace, hospoda, hřbitov, infocentrum, hasiči, městská i státní policie, nemocnice, zdravotní středisko a další služby. Ve městě je zaveden plynovod, vodovod, elektrická energie a kanalizace. Je zajištěn pravidelný svoz odpadu.
- Doprava: železnice (trať 320) se železničními zastávkami : Třinec-Konská, Třinec a Třinec centrum, silnice I/11, Silnice II/468, Silnice II/476, evropská silnice E 75, městská autobusová doprava (16 linek, provozuje Arriva), lanová dráha Oldřichovice – Javorový

## Kultura
- Muzeum Třineckých železáren, a.s. a města Třince – Frýdecká 389
- Kino Kosmos – Dukelská 689
- Knihovna Třinec – Lidická 541
- Klub seniorů – Husova 404
- Den s IZS – ukázka spolupráce policie, hasičů a záchranné služby na nám. Svobody (před KD Trisia) (nám. Svobody 526)
- Dům dětí a mládeže, Třinec, příspěvková organizace – Středisko volného času (Bezručova 66)
- Třinecké kulturní léto
- Hutník – Každoroční hudební událost roku v Třinci
- Hvězdárna – Revoluční
- Kulturní dům TRISIA – náměstí Svobody

## Sport

### HC Oceláři Třinec

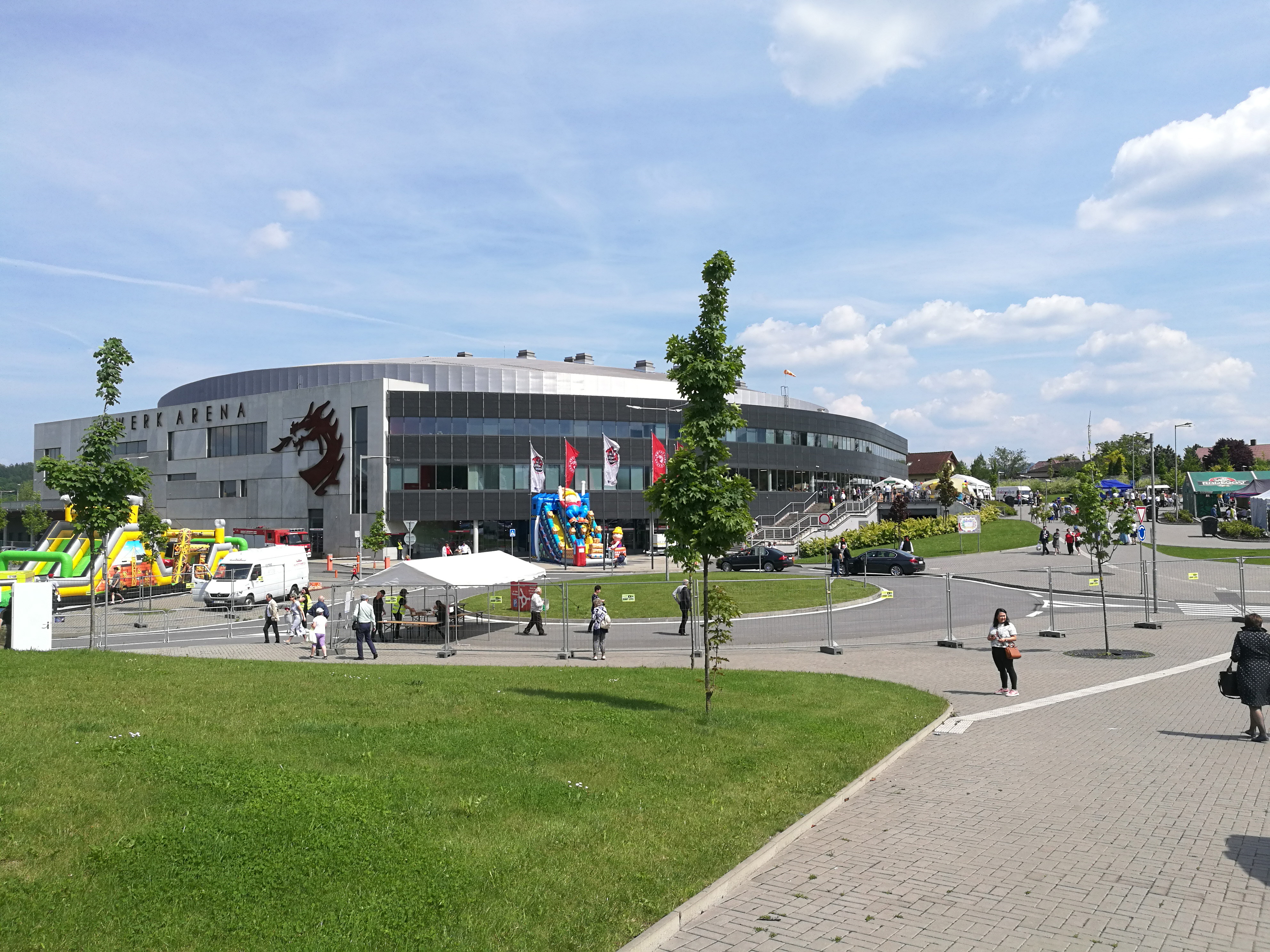
Werk Aréna

Nejúspěšnějším sportovním klubem ve městě je hokejový klub HC Oceláři Třinec (současný název nese od roku 1999, založen jako SK Třinec). V sezóně 2010/11 vyhrál historicky první mistrovský titul, aby pak roku 2018 vstoupil do zlaté éry své historie a učinil z Třince hegemona českého hokeje, který se může pochlubit mistrovským kvintetem ze sezón 2018/19, 2020/21, 2021/22, 2022/23 a 2023/24 (zdánlivé přerušení šňůry je způsobeno nedohráním jednoho ročníku extraligy kvůli epidemii covidu-19). Do nejvyšší soutěže přitom klub vstoupil prvně až v sezóně 1995/96. Brzy se ale ukázalo, že bude patřit k lídrům, již ve své třetí extraligové sezóně bral stříbro. Oceláři se mohou pochlubit také stříbrem ze Spenglerova poháru (2019), pravidelnou účasti v Lize mistrů ze které mají bronz (2017/18). Velkou úlohu v dějinách třineckého hokeje sehrál trenér Alois Hadamczik, pod zlatou érou jsou podepsáni trenéři Václav Varaďa a Zdeněk Moták. K velkým hráčským osobnostem patřili Ladislav Lubina, Roman Čechmánek, Pavel Francouz, Jan Marek, Vladimír Vůjtek, Martin Vojtek, Richard Král, Jan Peterek, Radek Bonk, Erik Hrňa, Tomáš Kundrátek, Marek Zadina, Matěj Stránský, Martin Růžička, Šimon Hrubec, Ondřej Kacetl, Daniel Voženílek, David Cienciala, Libor Hudáček, nebo Petr Vrána. Oceláři mají k dispozici jednu z nejmodernějších hal v republice Werk Arenu, jež byla otevřena v roce 2014, a nahradila tak starou halu z roku 1967 jejíž kapacita byla 5200 diváků. Kapacita nové haly je 5400 diváků. Od 26. prosince 2019 do 5. ledna 2020 Werk Arena hostila Mistrovství světa juniorů v ledním hokeji 2020.

### FBC Intevo Třinec

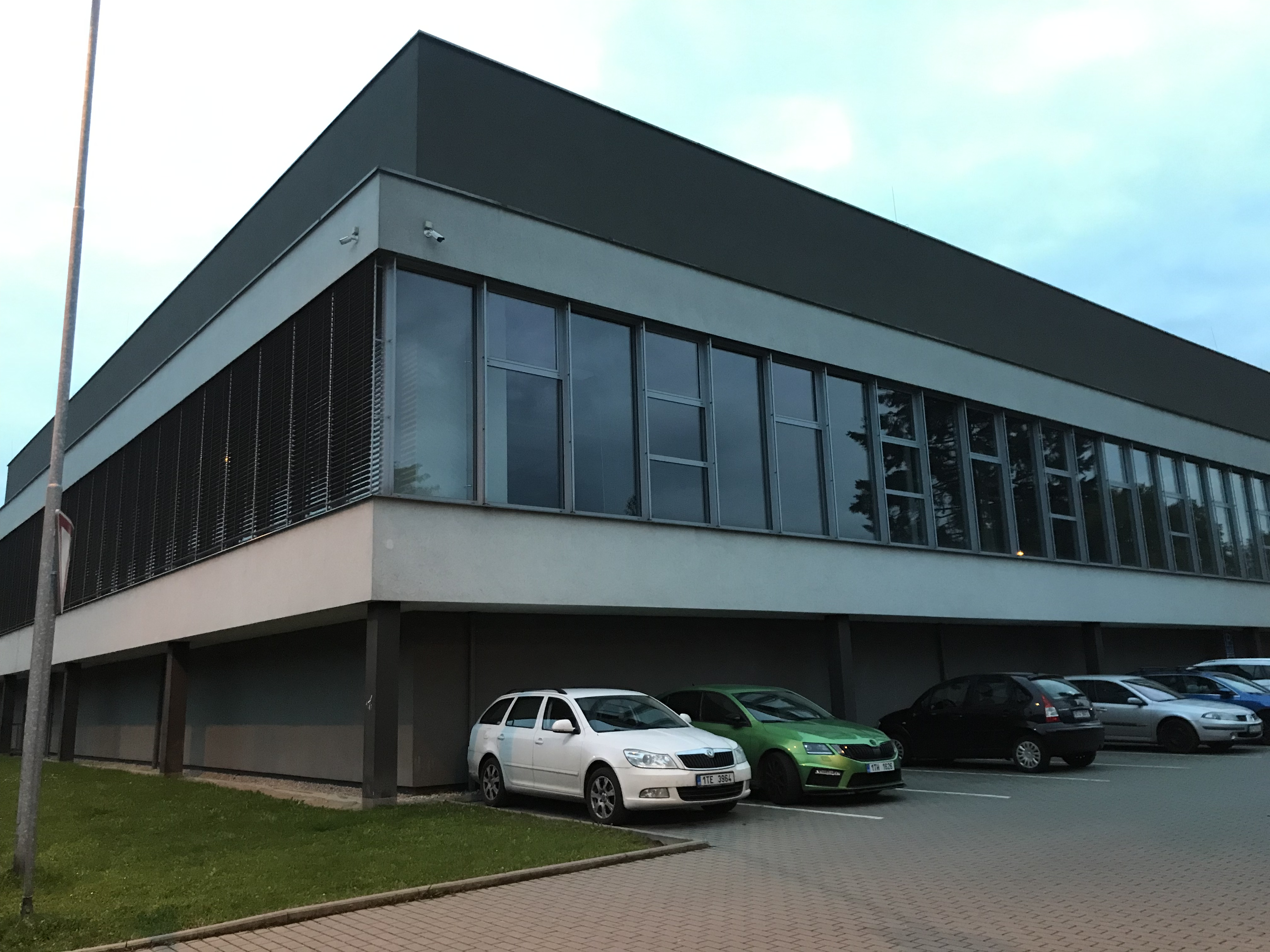
Sportovní hala STARS Třinec

V Třinci sídlí také florbalový klub FBC Intevo Třinec (současný název nese od roku 2020, založen jako FBC Steel Třinec, dříve také FBC Ossiko Třinec), který byl založen v roce 2011 a svá domácí utkání odehrává ve sportovní hale STARS Třinec, která se svou kapacitou 900 diváků plní standardy Českého florbalu pro nejvyšší soutěže mužů i žen. Hala se nachází ve sportovním komplexu STARS Třinec. Mužský tým Třince hraje od sezóny 2023/2024 Národní ligu (3. nejvyšší soutěž), do které postoupil v sezóně 2022/23. Ženský tým hraje od sezóny 2023/2024 Extraligu žen (nejvyšší soutěž), do které postoupil v roce 2023, kdy zvítězil v baráži nad týmem Panthers Praha 3–1 na zápasy. Největším dosavadním úspěchem týmu je postup do čtvrtfinále nejvyšší soutěže v sezóně 2024/2025, kde prohrál s týmem FBC Ostrava 0–4 na zápasy. K postupu do nejvyšší soutěže ženskému týmu pomohly také dvě bývalé reprezentantky Romana Kiecková, Veronika Třinecká a několikanásobná vítězka ženské extraligy Klára Kociánová. Mezi odchovance klubu patří Vendula Maroszová, která v roce 2022 dovedla jako kapitánka českou juniorskou reprezentaci ke stříbrným medailím na mistrovství světa a v roce 2023 získala s českou ženskou reprezentací bronzovou medaili na seniorském Mistrovství světa žen. 

### FK Třinec

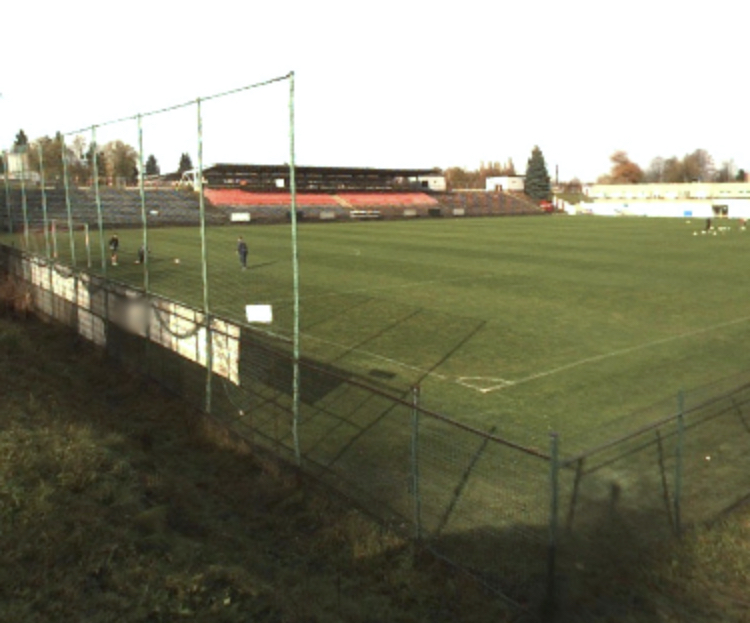
Stadion Rudolfa Labaje

Také fotbalový klub FK Třinec se může pochlubit účastí v nejvyšší domácí soutěži, v té strávil šest ročníků (1963/64, 1970/71, 1971/72, 1972/73, 1974/75, 1975/76). Nejlepším umístěním v ní bylo 10. místo. Tehdy třinecký dres oblékali i reprezentanti Československa František Karkó a Miroslav Pauřík. Odchovanci klubu byli i reprezentanti Tadeáš Kraus a Karel Kula, jenž byl později devět let generálním manažerem i předsedou představenstva klubu. V novější éře za Třinec hráli i reprezentanti Radomír Chýlek, Zdeněk Pospěch, Libor Sionko či keňský reprezentant Patrick Oboya. Od sestupu v roce 1976 se klub pohyboval mezi druhou a třetí ligovou úrovní, od sezóny 2023/2024 působí ve třetí nejvyšší soutěži. Své domácí zápasy odehrává na stadionu Rudolfa Labaje, který má kapacitu 2200 diváků.

### Golf Club Třinec
Dalším úspěšným sportovním klubem je golfový klub Golf Club Třinec, jehož mužský i ženský tým soutěží v české extralize družstev. Ženský tým je mnohonásobný mistr ligy. Domovským hřištěm klubu je Golf Resort Ropice, který má nyní 27 jamek, hřiště tak patří do pomyslné „Velké sedmy“. K lokalitám s minimálně 27 jamkami, a tedy s třemi plnohodnotnými devítkami, (dalšími takovými v Česku jsou středočeský Karlštejn a Panorama Kácov, západočeský Darovanský Dvůr a brněnská Kaskáda).

### Další kluby ve městě
- Třinec Sharks (tým amerického fotbalu a flag fotbalu)
- TJ TŽ Třinec (tělovýchovná jednota)
- TJ Oldřichovice (fotbalový klub)
- SBŠ Třinec (basketbalový klub)
- HBC Enviform Třinec (hokejbalový klub)
- TJ Nebory (fotbalový klub)
- SC Squash Třinec (squashový klub)
- TK Elán Třinec (taneční klub)
- TJ Beskyd Lišná (ping-pongový klub)
- Tennis Club Třinec (tenisový klub)
- SKOB BETA Třinec (klub orientačního běhu)
- FSC Oceláři Třinec (krasobruslařský klub)

### Dnes již zaniklé kluby
- SK FBC Třinec (florbalový klub)
- SKP ČR Ocel Třinec (futsalový klub)
- GKS Třinec (futsalový klub)

### Sportoviště ve městě
- Werk Aréna (multifunkční hala)

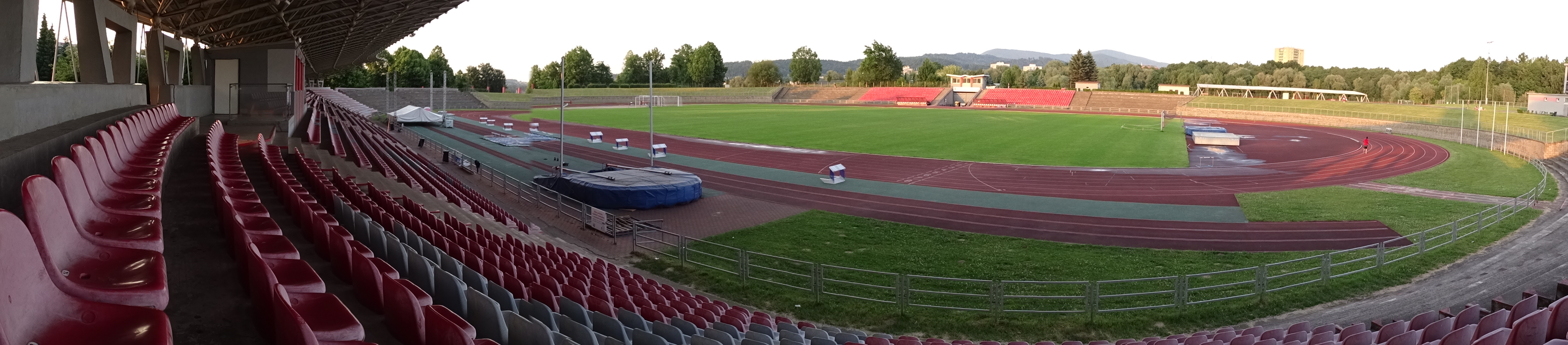
Městský stadion Třinec

- Sportovní hala STaRS Třinec (sportovní hala)
- Stadion Rudolfa Labaje (fotbalový stadion)
- Městský stadion Třinec (stadion na atletiku a fotbal)
- Sportovní hala Gustawa Przeczka (sportovní hala)
- Stadion na Borku (fotbalový stadion)
- Steel Ring (motokárový areál)
- Mini Werk Aréna (hokejová hala)
- Golf Aréna Třinec (indoor golf aréna)

### Sportovní akce ve městě
- Beskydská sedmička (horský ultramaraton)
- Beskydská laťka (atletický mítink ve skoku do výšky)
- President Cup (hokejový turnaj dorostenců)

### Sportovní události
- Mistrovství světa v hokeji juniorů 2020
- KSW 87
- Olympiáda dětí a mládeže 2025

## Školy
- Jubilejní Masarykova základní škola a mateřská škola, Třinec, příspěvková organizace
- Základní škola Petra Bezruče a mateřská škola příspěvková organizace
- Základní škola speciální při SŠ, ZŠ a MŠ, Jablunkovská 241
- Mateřská škola NERUDOVA č.113
- Základní škola a mateřská škola Kaštanová 412, příspěvková organizace
- Základní škola Slezská 773
- Základní škola a mateřská škola Gustawa Przeczka s polským jazykem vyučovacím v Třinci, Nádražní 10
- ZUŠ, Třinec, Třanovského 596, příspěvková organizace, Třanovského 596
- Základní škola a mateřská škola s polským jazykem, Koperníkova 696
- Základní škola Dany a Emila Zátopkových, přísp. org., Jablunkovská 501
- Církevní mateřská škola, Janáčkova 498
- Církevní mateřská škola, Horní Líštná 10
- Církevní mateřská škola, Sosnová 367
- Střední odborná škola Třineckých železáren, Lánská 132
- Třinecká obchodní akademie, Beskydská 1140
- Gymnázium Třinec, Komenského 713
- Církevní základní škola, Kaštanová 412

## Osobnosti
Čestný občan Třince
- Edvard Beneš – prezident ČSR – uděleno 28.5.1947[zdroj⁠?!]
- Otto Gavenda – sportovec, trenér, novinář a fotograf[34]
- Rudolf Labaj – sportovní trenér
- Gertruda Milerská, rozená Lachsová – účastnice národního boje za osvobození a Československý politický vězeň, členka sdružení „Ukrývané dítě – Hidden Child“[35]
- Arnošt Steiner – důstojník 1. Armádního čs. sboru v SSSR, válečný hrdina
- Václav Štývar – pedagog a sbormistr

Významné osobnosti města:
- Jarek Cemerek – choreograf, tanečník
- Lenka Cenková – bývalá tenistka
- Jana Bruková – orientační běžkyně
- Michaela Dolinová – moderátorka
- Renata Drössler – zpěvačka, herečka
- Ewa Farna – zpěvačka
- Anna Gavendová – orientační běh
- Petr Gawlas – senátor
- Ludwig Hohenegger – ředitel Těšínské komory
- Tomáš Klus – zpěvák a herec
- Markéta Konvičková – zpěvačka
- Tadeáš Kraus – fotbalista
- Edvard Lasota – fotbalista
- Jan Siwy – lékař
- Radovan Lipus – režisér, scenárista
- Rostislav Martynek – hokejista
- Eduard Ovčáček – umělec
- Soňa Pertlová – šachistka
- Lukáš Rakowski – krasobruslař
- David Szurman – krasobruslař
- Jiří Rusnok – poslanec
- Roman Sikora – novinář
- Martin Staszko – hráč pokeru
- Václav Svěrkoš – fotbalista
- Petr Šiška – moderátor
- Robert Šulgan – boxer
- Rudolf Štafa – výtvarník[37]
- Lešek Wronka – producent
- Stanisław Zahradnik – badatel, archivář
- Vladimír Knybel – archeolog a fotograf
- Tereza Mašková – zpěvačka, vítězka Superstar 2018
- Albert Čuba – herec, komik
- Jiří Curney – florbalista
- Marek Grycz – moderní pětibojař
- Lukáš Jašek – hokejista
- Radomír Sliž – gymnasta
- Vendula Maroszová – florbalistka
- Krystyna Pyszková – Miss World 2023
- Lukáš Cienciala – fotbalista

## Sportovci na OH
Toto je seznam sportovců, kteří se narodili v Třinci a startovali na LOH
- Miroslav Štefan -	LOH 1972 a LOH 1976 Sportovní střelba
- René Durbák – LOH 1992 Vzpírání
- Miroslav Guzdek – LOH 2004 Atletika, oštěp

Toto je seznam sportovců, kteří se narodili v Třinci a startovali na ZOH
- Josef Slíva – ZOH 1924, ZOH 1928 Krasobruslení
- David Szurman – ZOH 2002 Krasobruslení
- Martina Dubovská – ZOH 2014 a ZOH 2018 Alpská lyžařka

## Historie – primátoři Třince
- 1860–1895 Ing. Franz Obtulowicz starosta
- 1896–1906 Robert Uhlig starosta
- 1907–1920 Josef Bohm starosta
- 1921–1923 Jan Renda vládní komisař
- 1924–1930 Ing. Vladimír Kořínek starosta
- 1930–1933 Rudolf Pazdírek starosta
- 1933–1934 Piotr Kornuta starosta
- 1934–1938 Augustin Hulva vládní komisař
- 1938 Dobroslav Lízal vládní komisař
- 1938–1939 Jan Kajzar vládní komisař
- 1939–1940 Alois Matloch vládní komisař
- 1940–1943 Werner Thiers vládní komisař
- 1944–1945 Karl Schneider vládní komisař
- 1944–1945 Franz Hiller
- 1945 Franciszek Pitucha předseda
- 1945 Bohumil Huvar předseda
- 1945–1947 Ludvík Uhlář předseda
- 1947–1948 Emil Straka předseda
- 1948 Jerzy Klus předseda
- 1948 Josef Štvrtňa předseda
- 1948–1950 Edmund Solarski předseda
- 1950–1954 Josef Grycz starosta
- 1954–1973 Vladimír Vencel předseda
- 1973–1985 Jan Kozielek předseda
- 1985–1989 Dr. Pavel Prokesz předseda
- 1989–1990 Ing. Gustav Bruk pověřen vedením
- 1990–1993 Albert Kornuta starosta
- 1993–1994 Ing. Jaroslav Opletal starosta

## Volby do zastupitelstva a zvolení zastupitelé města Třinec
| Datum voleb            | Zvolení zastupitelé | Starosta / od 2018 primátor(ka) města | 1. místostarosta       | 2. místostarosta       | 3. místostarosta                               | Rada města |
| ---------------------- | ------------------- | ------------------------------------- | ---------------------- | ---------------------- | ---------------------------------------------- | --- |
| 18. 11. – 19. 11. 1994 | [ 38 ]              | Ing. Jan Starý                        | Ing. Karel Bardoň      | neobsazen              | neobsazen                                      | Ing. Igor Petrov, Ing. Anna Siwková, RNDr. Věra Palkovská, Ing. Jiří Möhwald Erna Grygová, MUDr. Petr Kozák, Ing. Jiří Mannheim, Petr Brozda, Mgr. Jan Bocek                                        |
| 1998                   | [ 39 ]              | Ing. Igor Petrov                      | Ing. Jaromír Procházka | RNDr. Věra Palkovská   | neobsazen                                      | Ing. Miroslav Boublík, Mgr. Danuše Wawerková, Ing. Robert Golasowski, Ing. Petr Vondráček Roman Mrózek, Ing. Roman Suchánek, Ing. Jiří Möhwald, Ing. Zbigniew Chodura                               |
| 1. 11. – 2. 11. 2002   | [ 40 ]              | Ing. Igor Petrov                      | RNDr. Věra Palkovská   | Ing. Miroslav Boublík  | neobsazen                                      | Ing. Zbyhněv Gluza, PhDr. Milada Hejmejová, Jaroslav Hýbl, Mgr. Zdeněk Karlík MUDr. Petr Kozák, JUDr. Jitka Kyvalská, Ing. Jiří Möhwald, Stanislav Sajdok                                           |
| 20. 10. – 21. 10. 2006 | [ 41 ]              | RNDr. Věra Palkovská                  | Ing. Ivo Kantor        | PhDr. Milada Hejmejová | Radim Kozlovský                                | Mgr. Karel Bieringer, Anna Gavendová, Mgr. Ivo Kaleta, MUDr. Petr Kozák Ing. Igor Petrov, Ing. Radim Přeček, Ing. Michael Trojka                                                                    |
| 15. 10. – 16. 10. 2010 | [ 42 ]              | RNDr. Věra Palkovská                  | PhDr. Milada Hejmejová | Mgr. Ivo Kaleta        | Ing. Ivo Kantor                                | Mgr. Karel Bieringer, Anna Gavendová, MUDr. Petr Kozák, Radim Kozlovský Ing. Michael Trojka, Mgr. Ladislav Vrátný, Mgr. Martina Wolna                                                               |
| 10. 10. – 11. 10. 2014 | [ 43 ]              | RNDr. Věra Palkovská                  | Ing. Michael Trojka    | Mgr. Ivo Kaleta        | Radim Kozlovský                                | Mgr. Karel Bieringer, Anna Gavendová, Bohdan Sikora, Bc. Regina Szpyrcová Mgr. Martina Wolna, JUDr. Jana Kantorová a Bohuslav Kokotek (zemřel 24. 7. 2016) Ing. Wiesław Wania, Mgr. Ladislav Vrátný |
| 5. 10. – 6. 10. 2018   | [ 44 ]              | RNDr. Věra Palkovská                  | Mgr. Ivo Kaleta        | Radim Kozlovský        | neobsazen                                      | Vojtěch Dohnal, Jana Kantorová, MUDr. CSc. Štěpán Rucki, Bohdan Sikora Bc. Regina Szpyrcová, Mgr. Ladislav Vrátný, Mgr. Martina Wolna, Mgr. Bc. Pavla Golasowská DiS.                               |
| 23. 9. – 24. 9. 2022   | [ 46 ]              | RNDr. Věra Palkovská                  | Mgr. Ivo Kaleta        | Radim Kozlovský        | Ing. Ivo Kantor Mgr. Bc. Pavla Golasowská DiS. | Ing. Lucie Fremrová, Bc. MSc. Bohdan Sikora, JUDr. Jana Kantorová, Bc. Regina Szpyrcová, MUDr. CSc. Štěpán Rucki a Ing. Wiesław Wania.                                                              |

## Části města a okolní obce

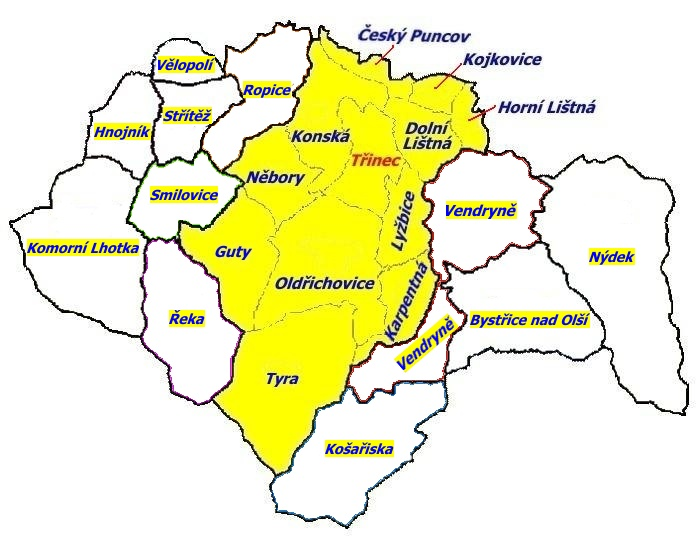
Okolní obce: Vělopolí, Hnojník, Komorní Lhotka, Ropice, Střítež, Smilovice, Řeka, Vendryně, Košařiska, Bystřice nad Olší, Nýdek

### Části města Třinec
Město Třinec se skládá ze třinácti částí na dvanácti katastrálních územích.
- Dolní Líštná
- Guty
- Horní Líštná
- Kanada
- Karpentná
- Kojkovice
- Konská
- Lyžbice
- Nebory
- Oldřichovice
- Osůvky (Český Puncov)
- Staré Město (samotný Třinec)
- Tyra

V letech 1980–1994 byla součástí města obec Vendryně a v letech 1980–1999 také Ropice.

## Partnerská města
- Bielsko-Biała, Polsko
- Žilina, Slovensko

## Fotogalerie

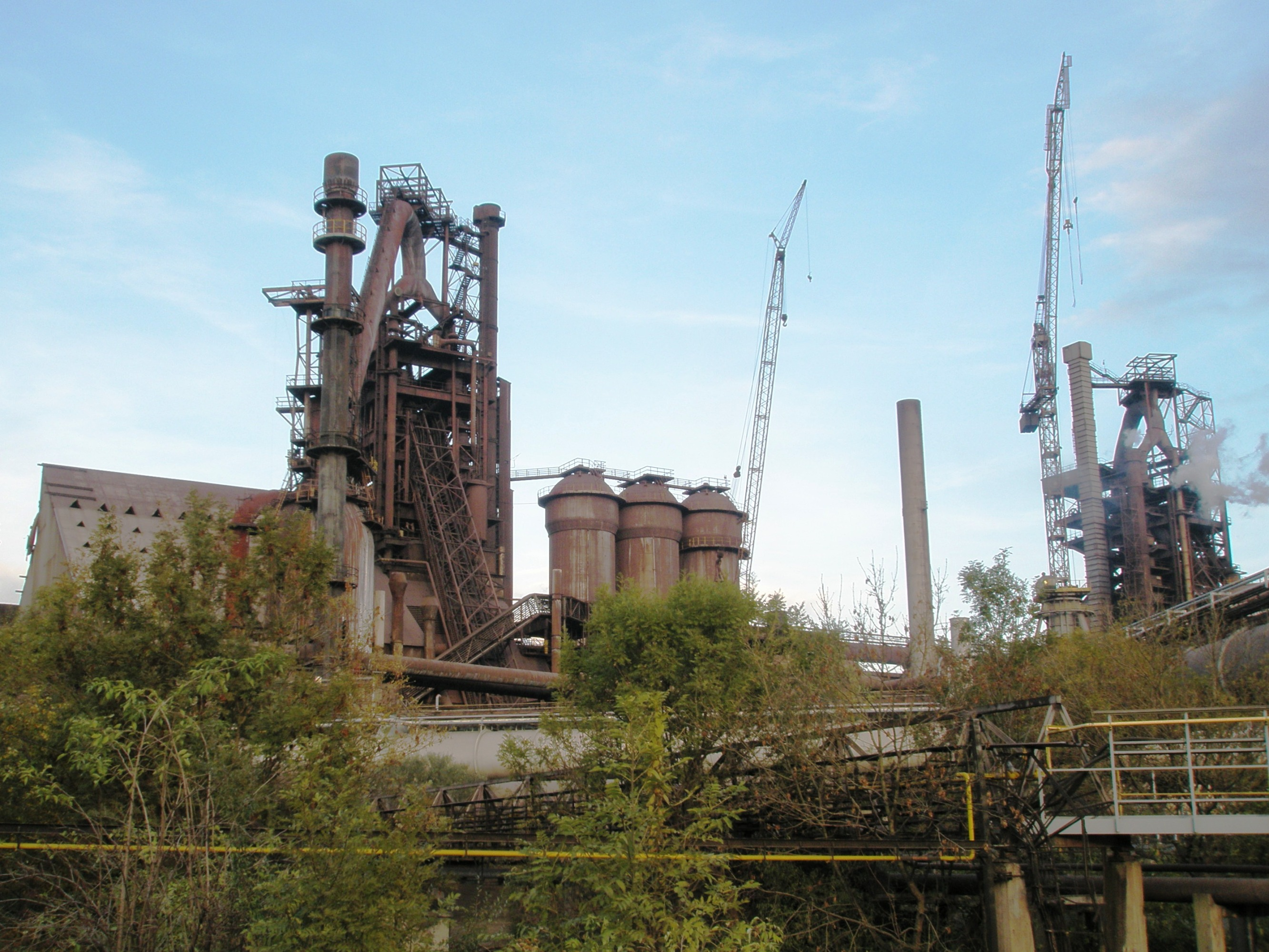
Třinecké železárny
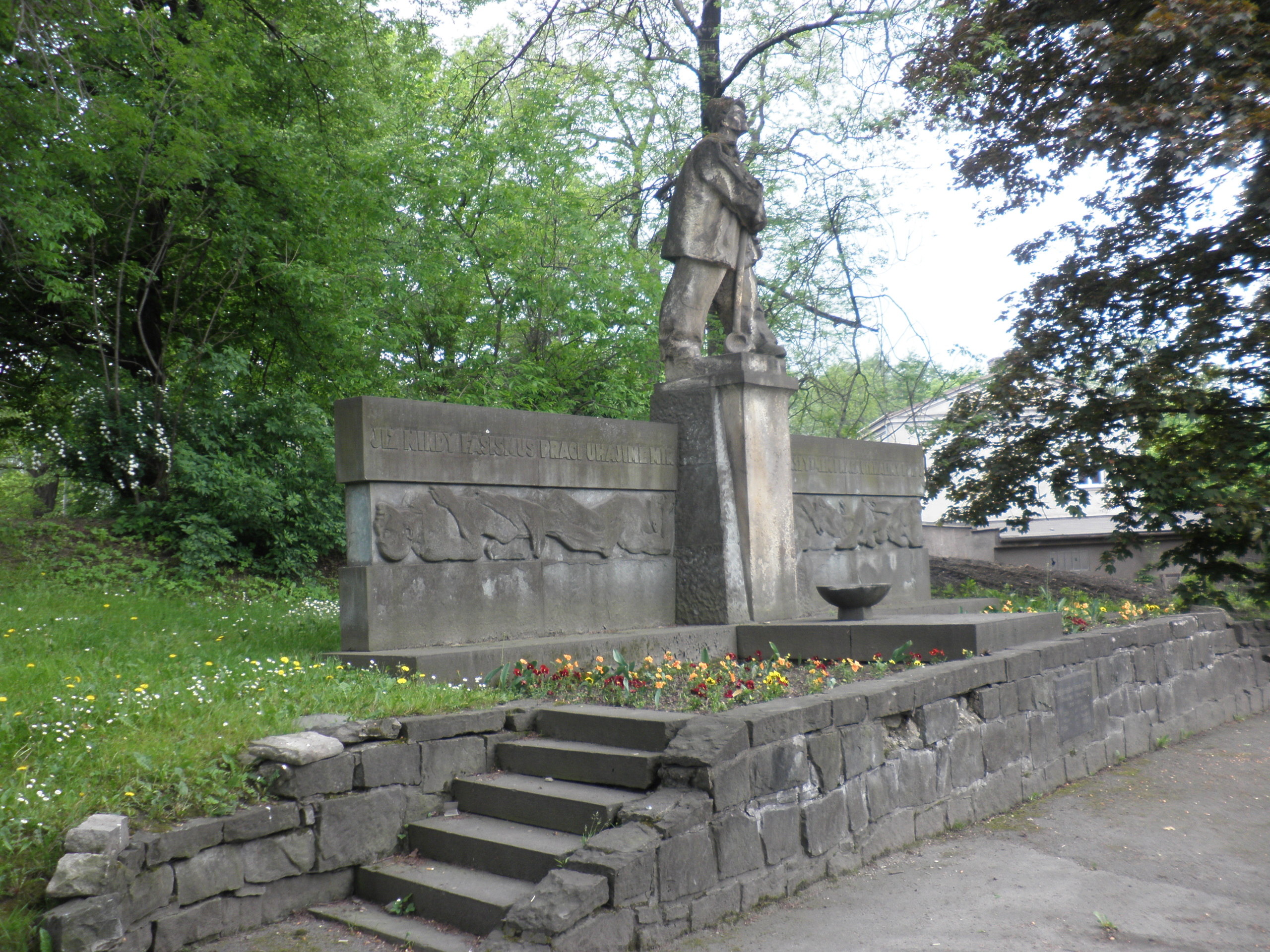
Pomník obětem 2. světové války
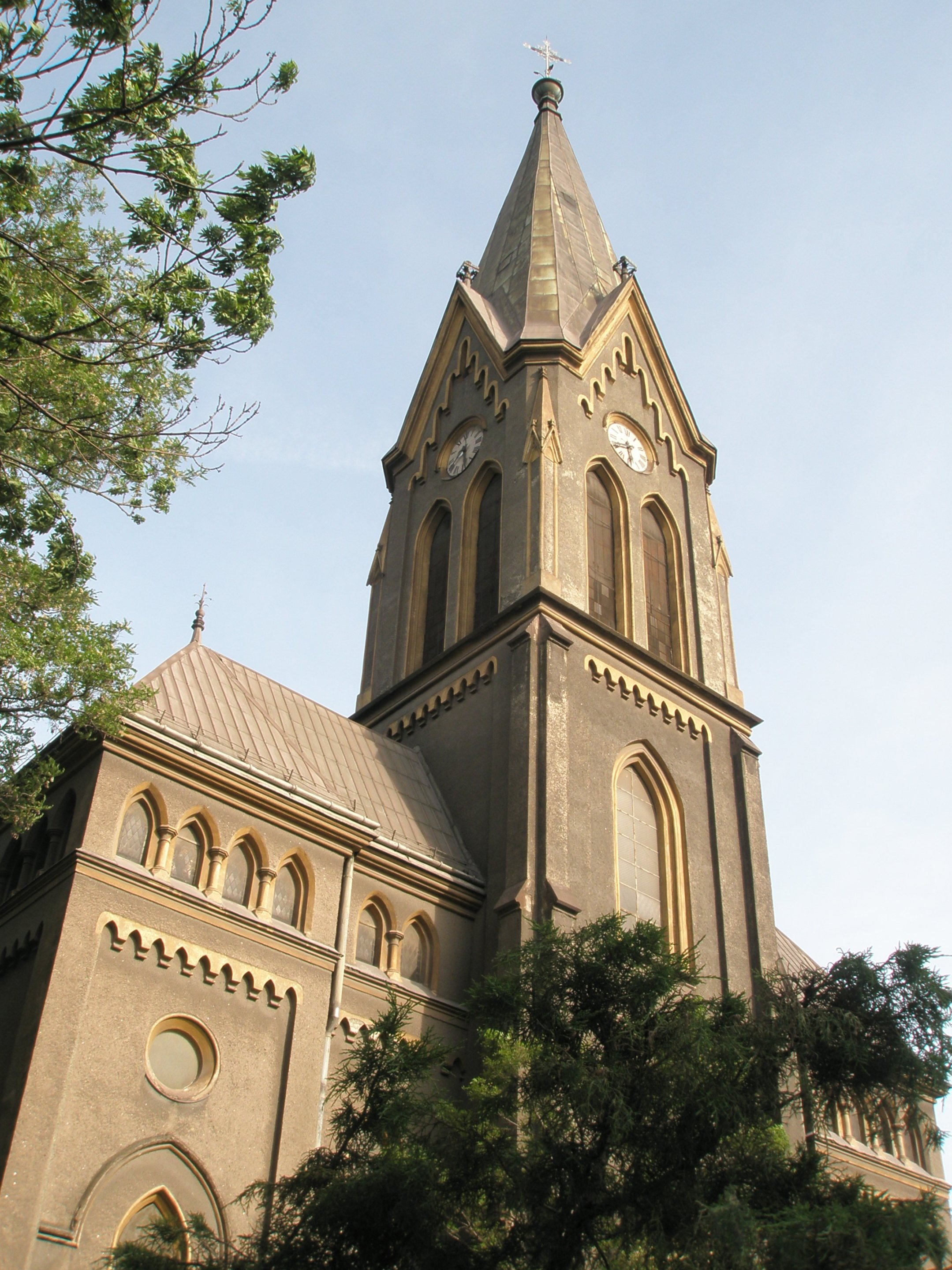
Evangelický kostel
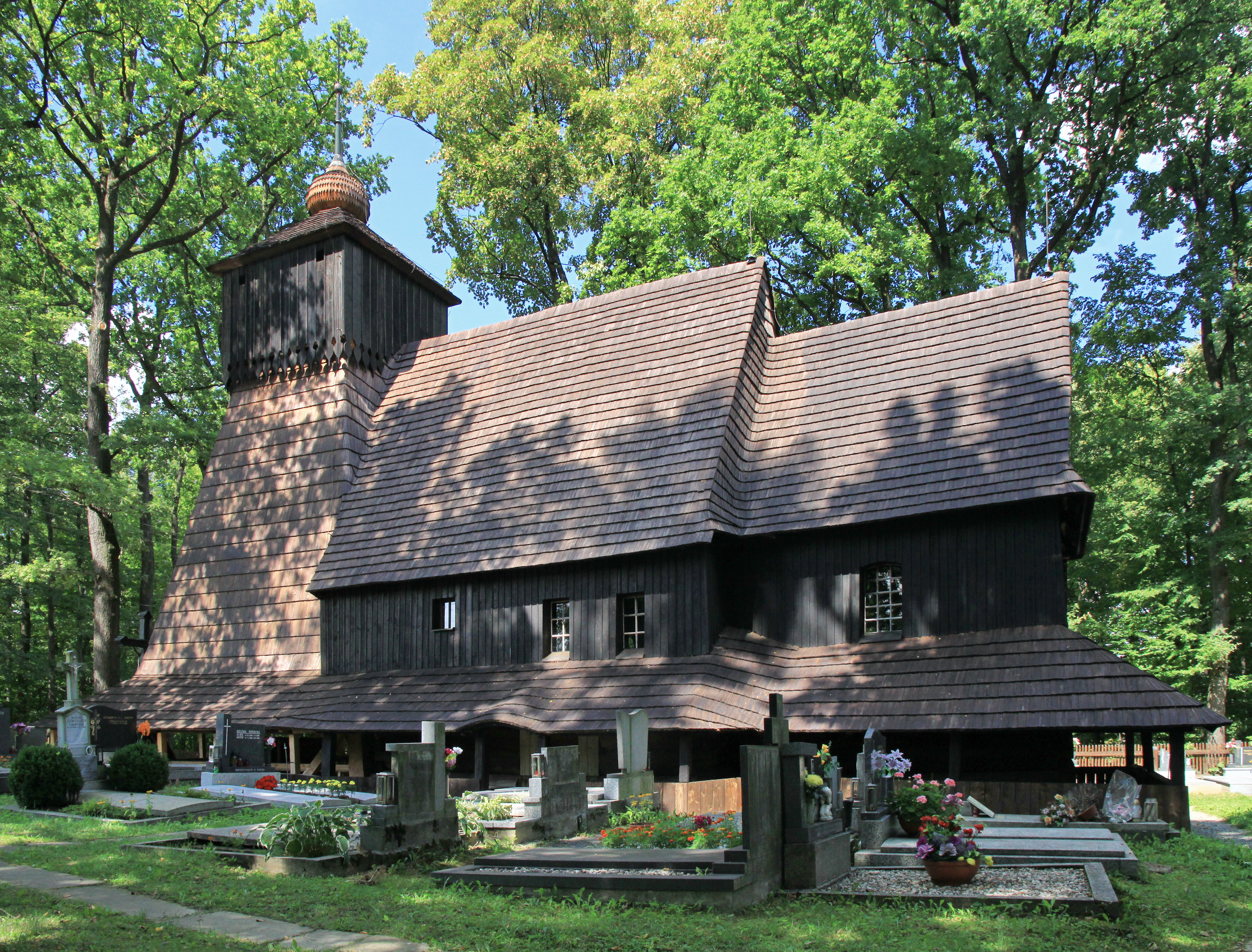
Kostel Božího Těla
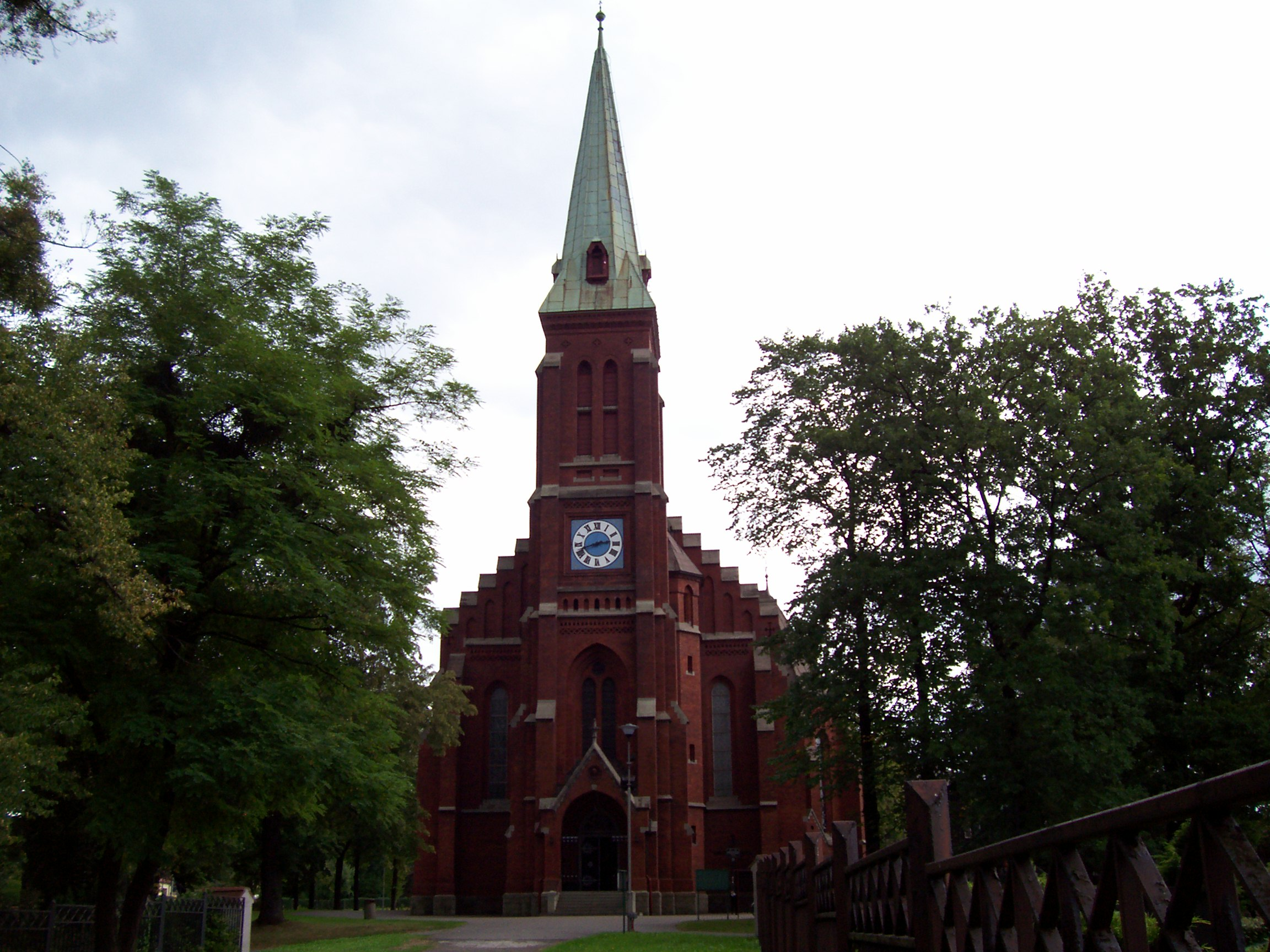
Kostel svatého Alberta
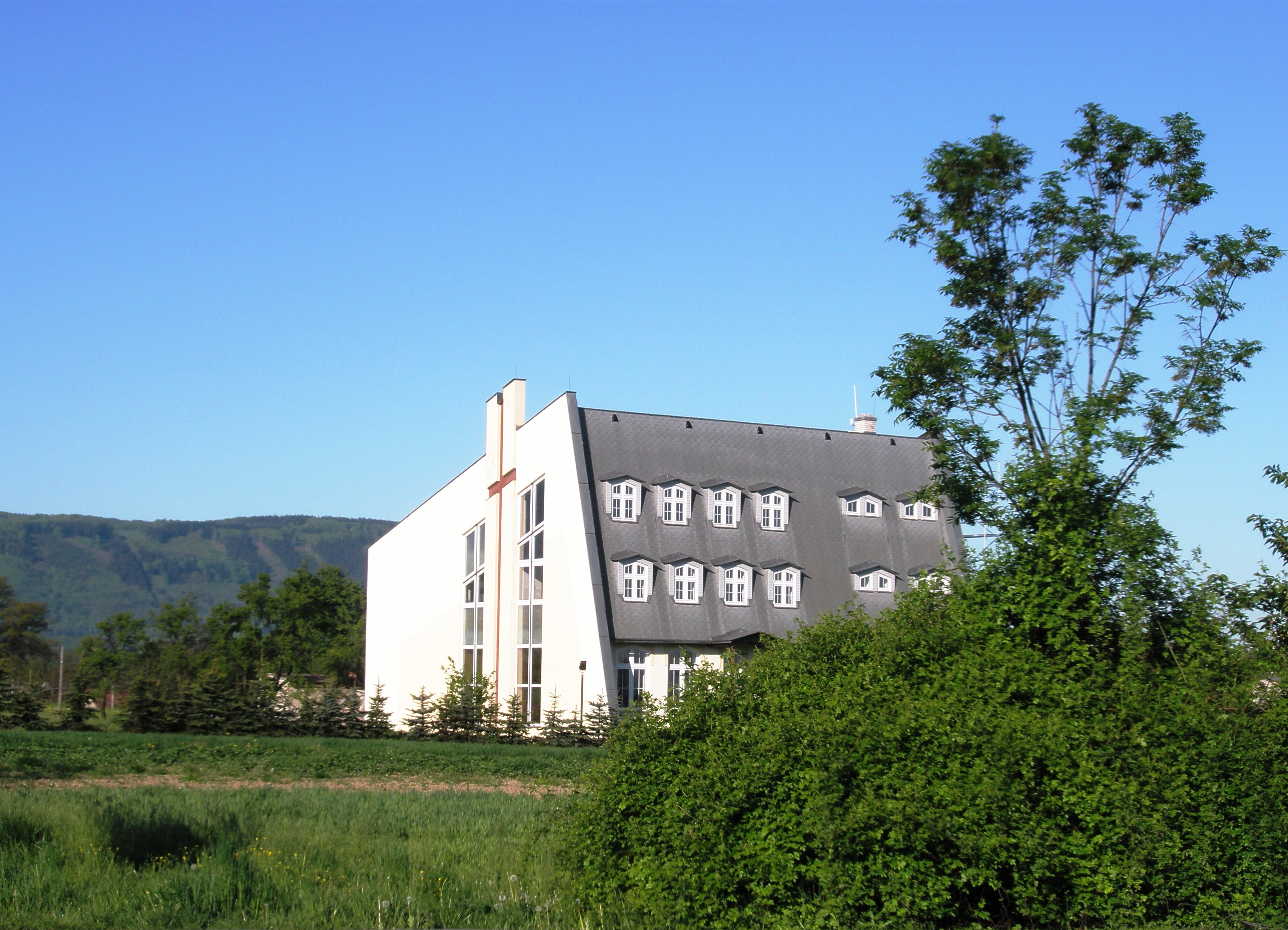
Evangelická modlitebna v Neborech
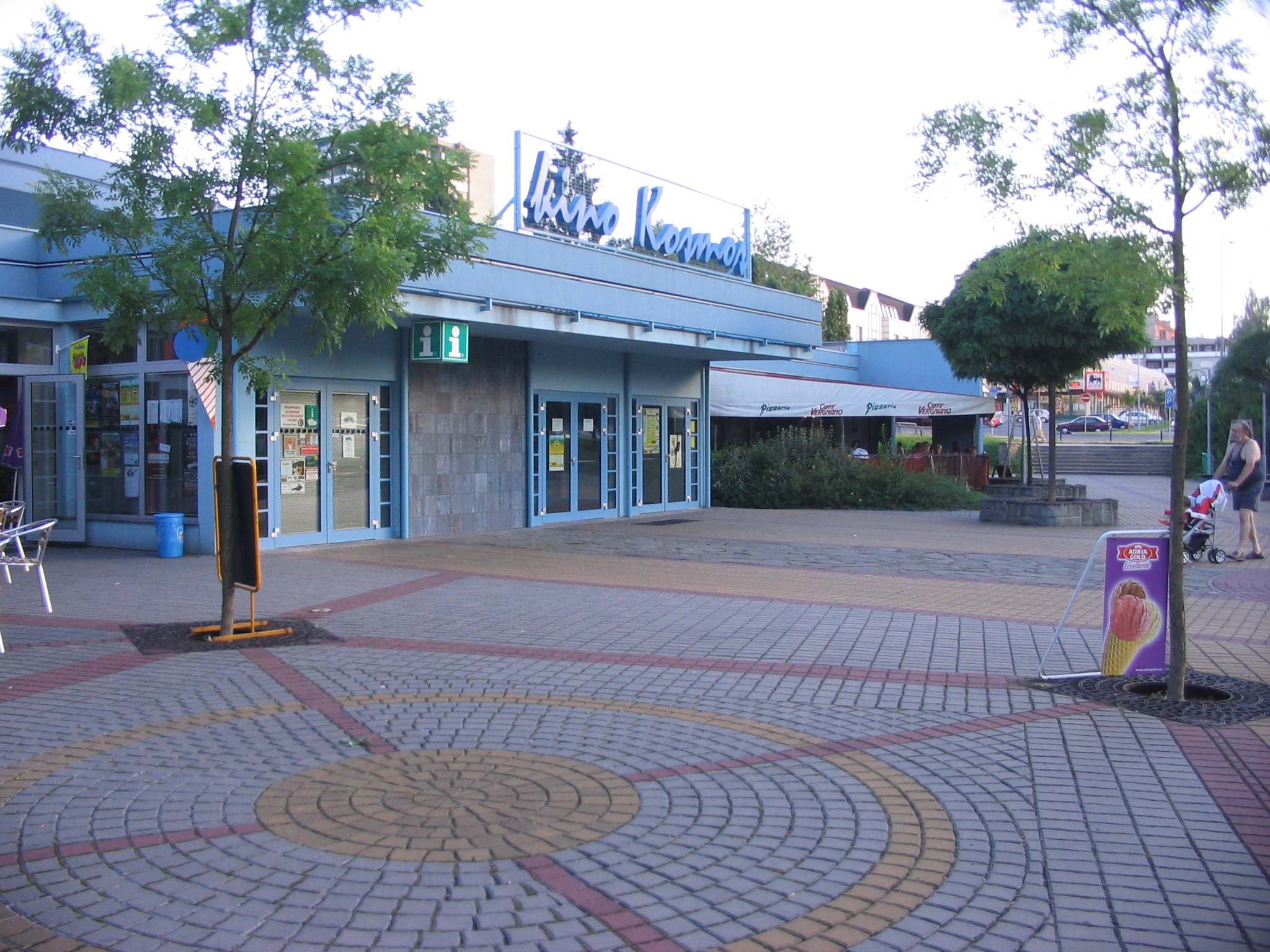
Kino Kosmos
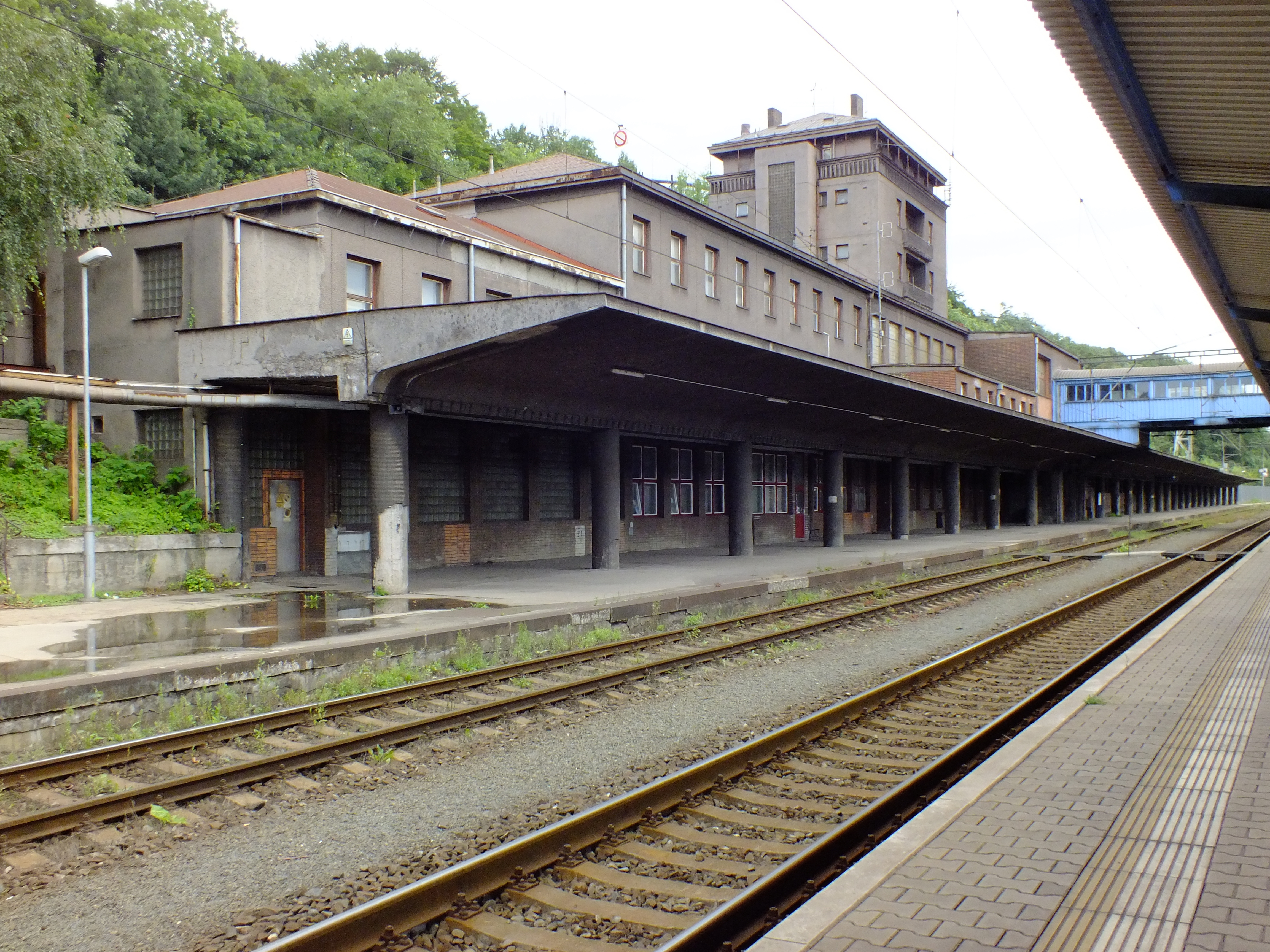
Vlakové nádraží
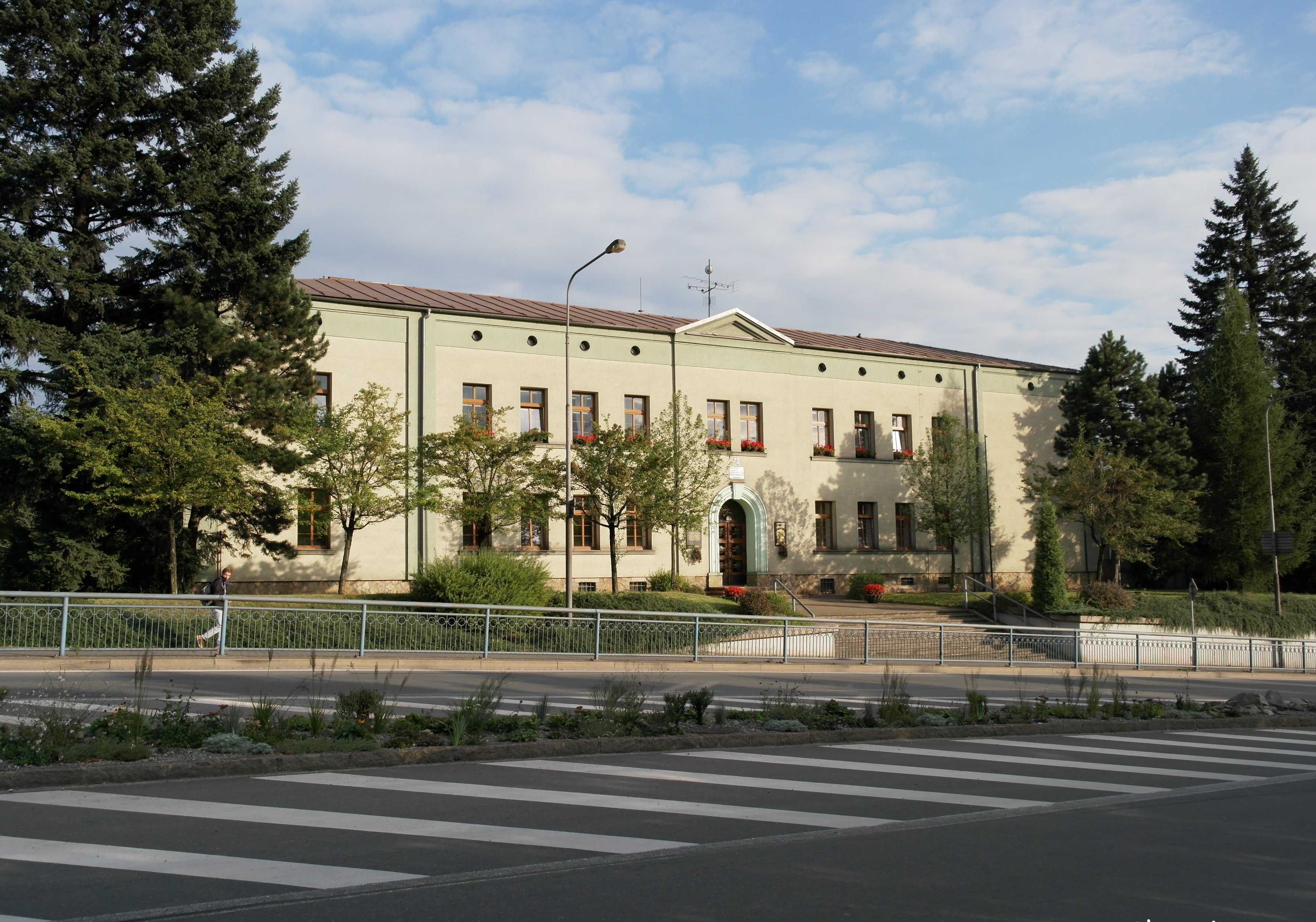
Polská škola
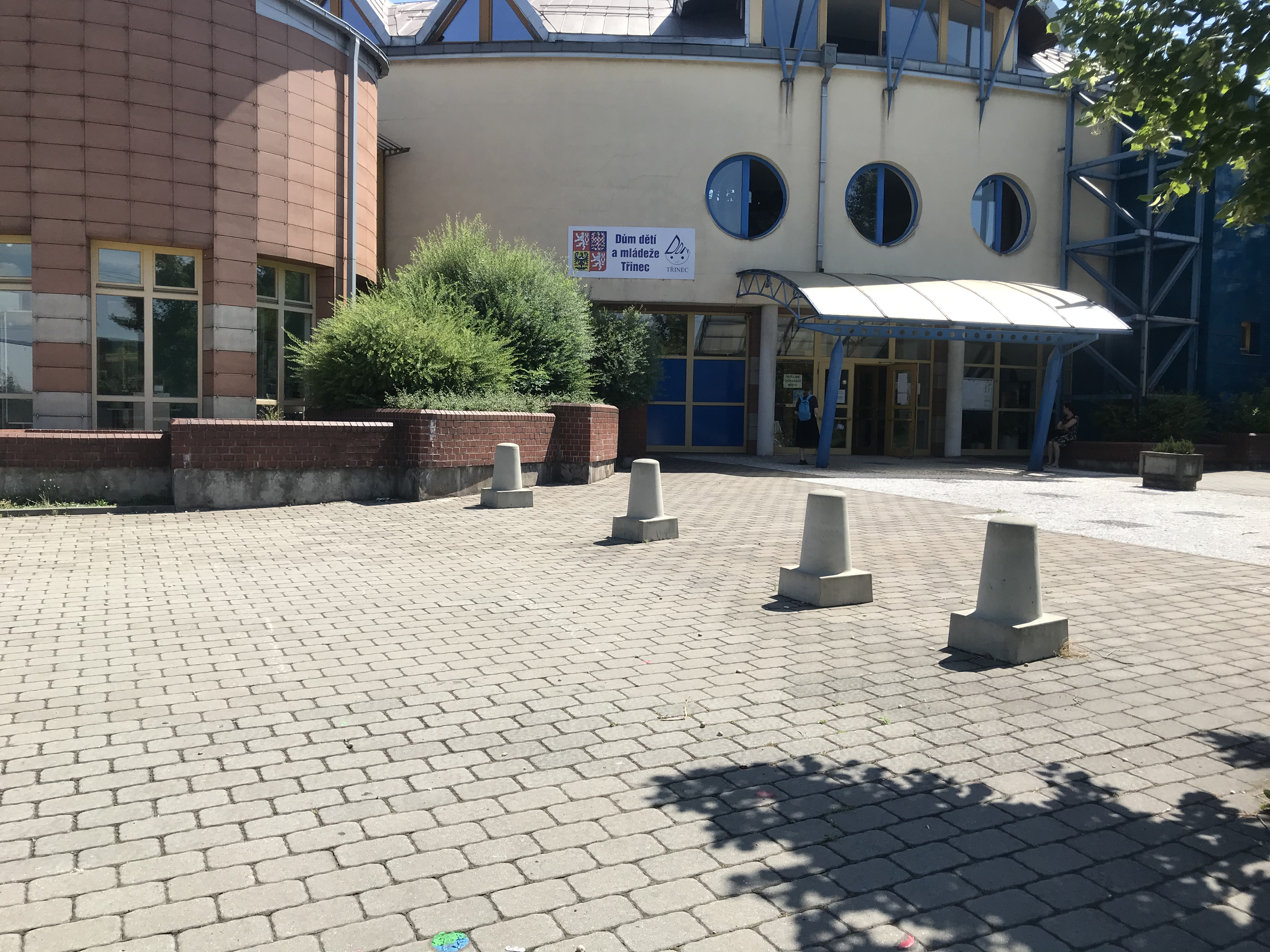
Dům dětí a mládeže
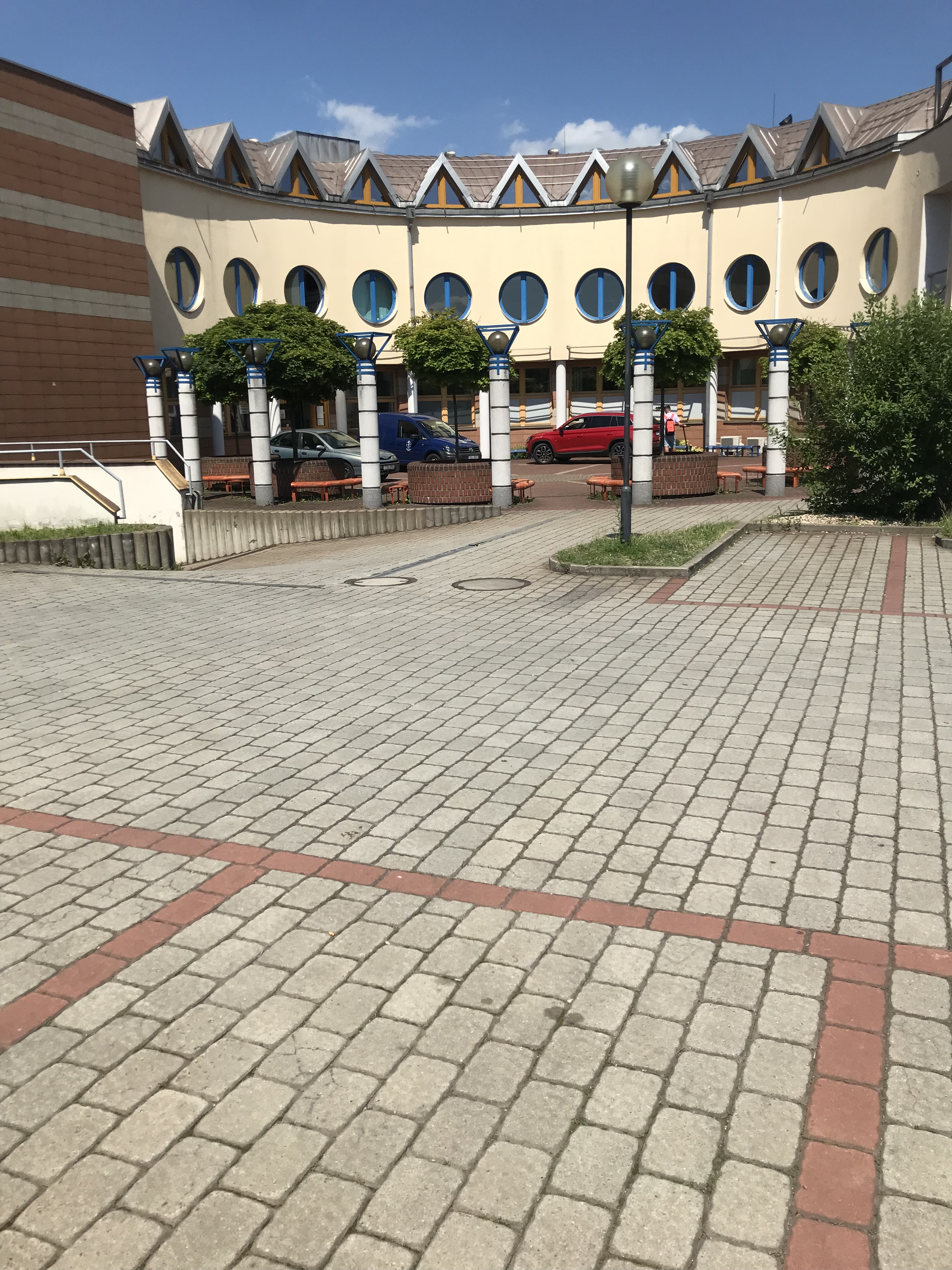
Dům dětí a mládeže zezadu
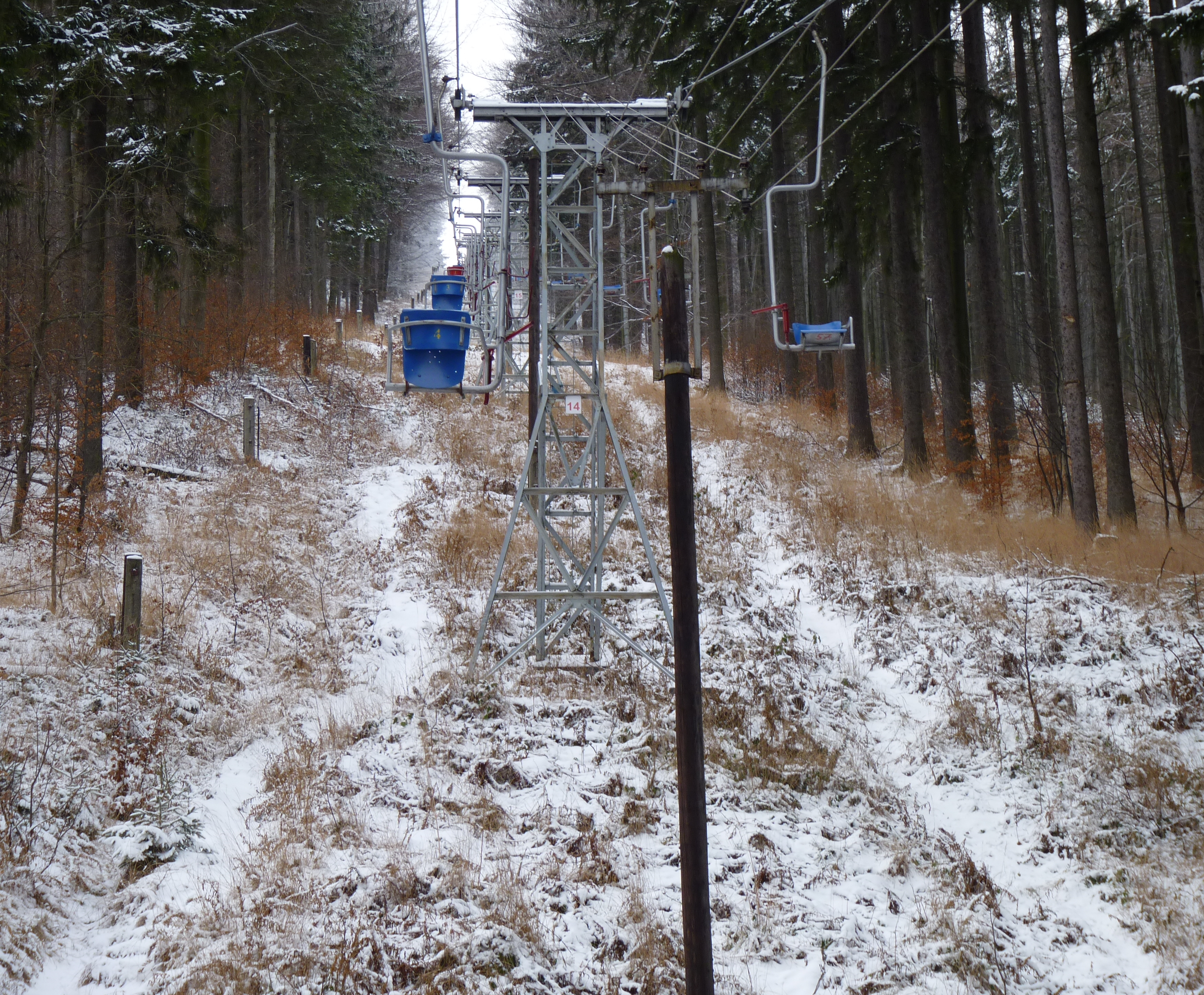
Lanová dráha na Javorovém
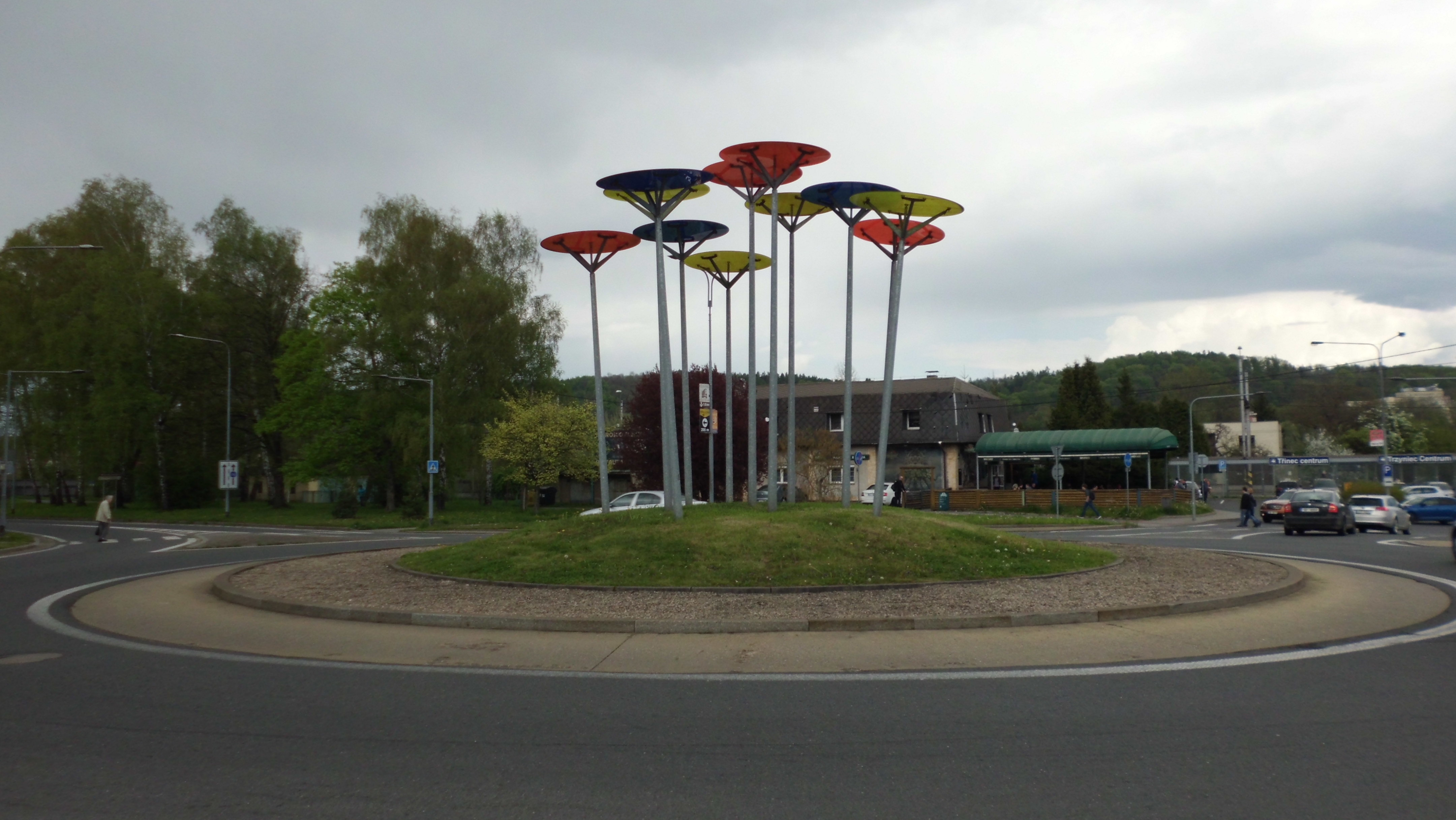
Plastika
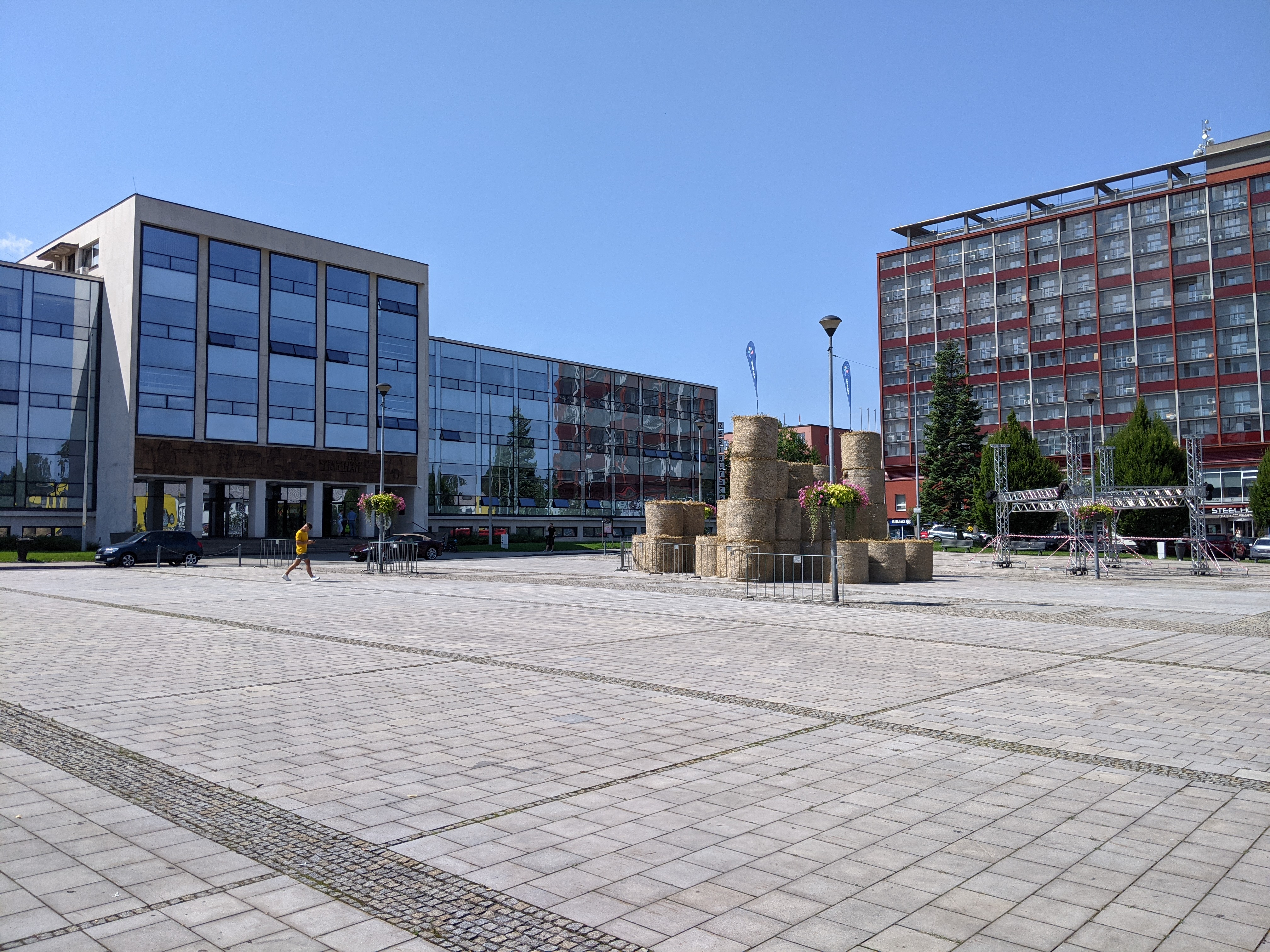
Náměstí Svobody
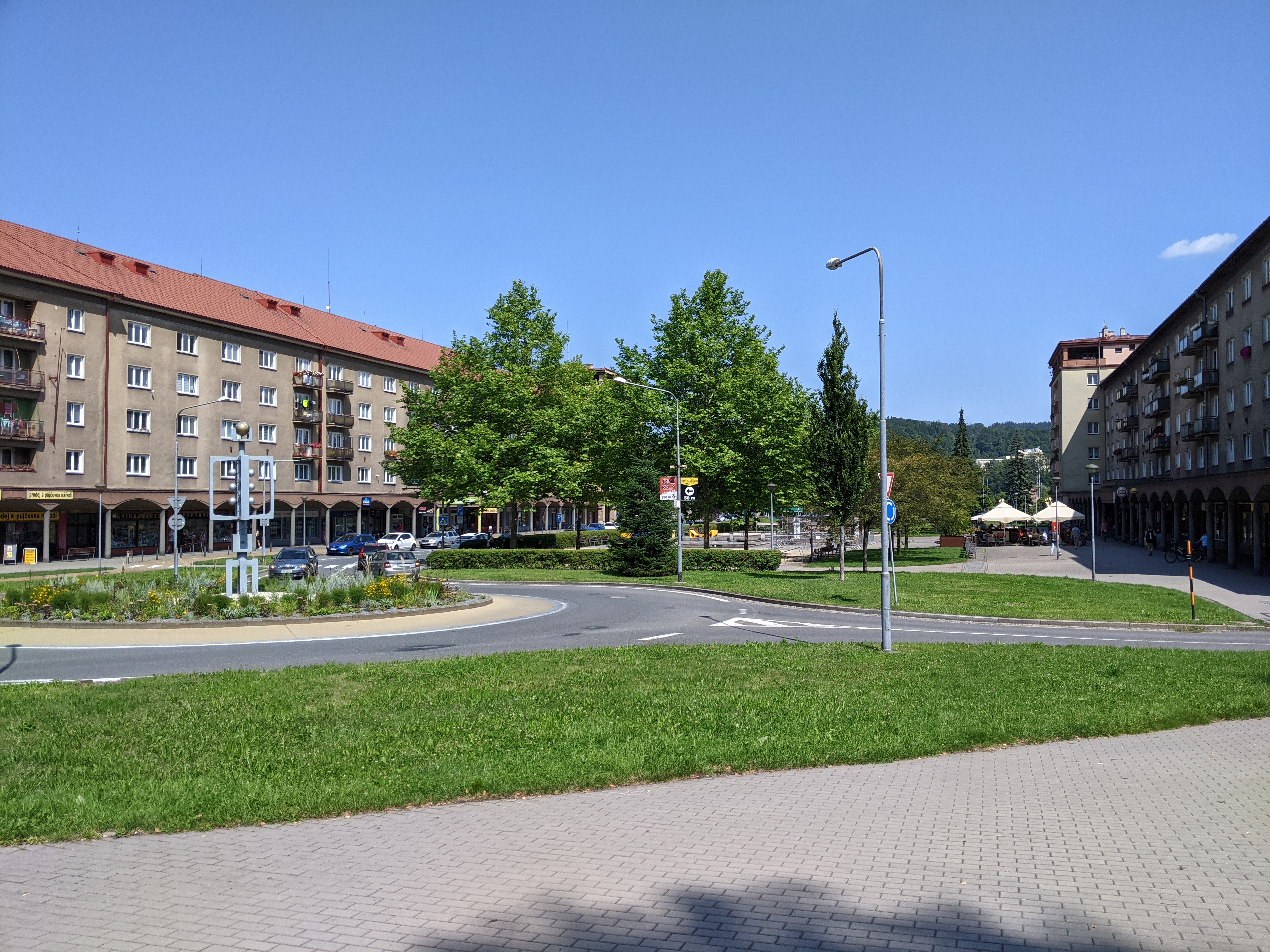
Náměstí T. G. Masaryka
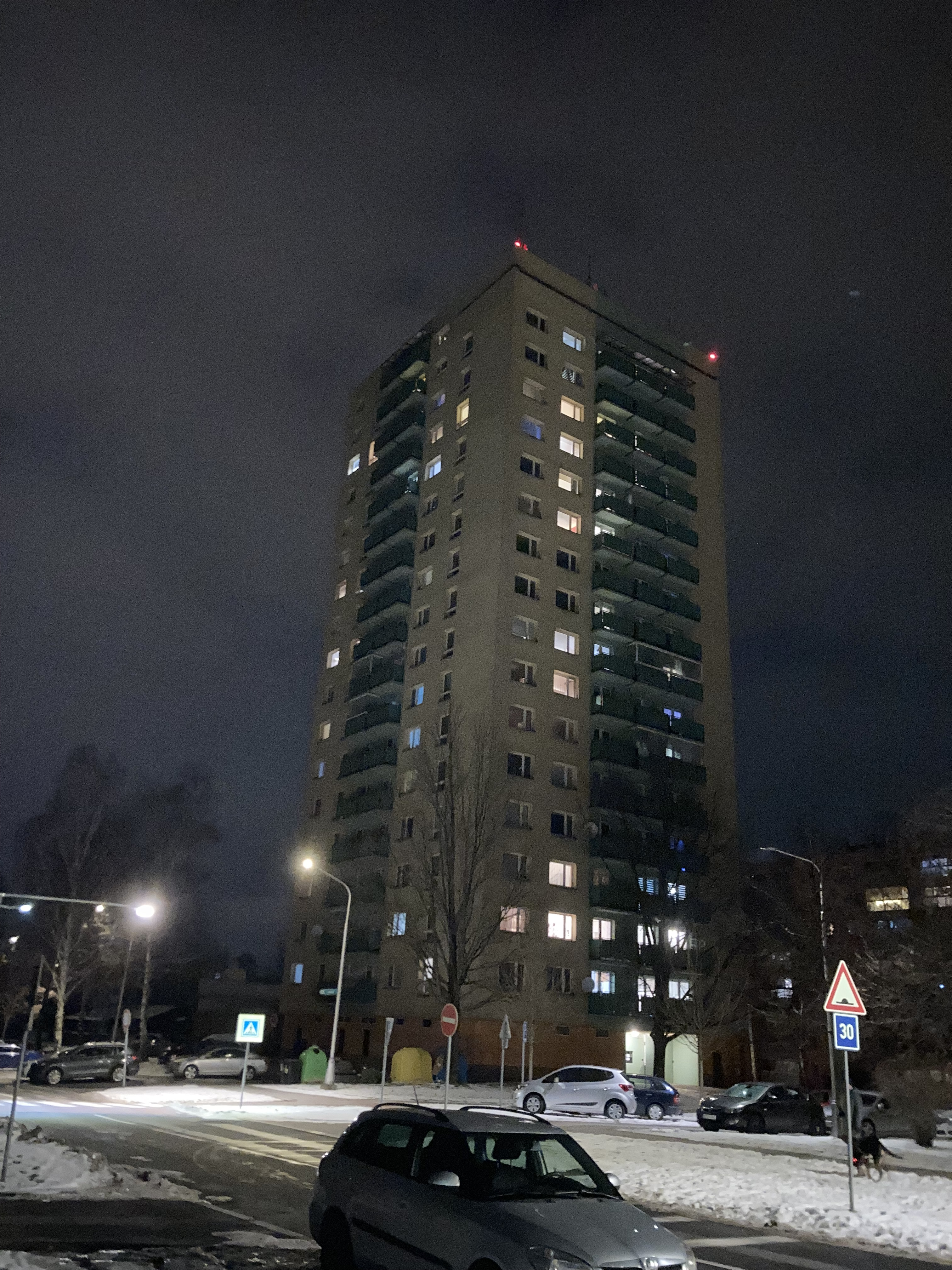
Dům lásky – nejvyšší budova ve městě